# 霍爾蒂·米克洛什
瑙吉巴尼奥骑士霍爾蒂·米克洛什殿下（匈牙利語：Vitéz nagybányai Horthy Miklós，匈牙利語發音：[ˈviteːz ˈnɒɟbaːɲɒi ˈhorti ˈmikloːʃ]；1868年6月18日—1957年2月9日，常被拼寫為尼古拉斯·馮·霍爾蒂 、尼古拉斯·霍爾蒂·馮·瑙吉巴尼奧，早期譯為霍太 、霍德、霍爾西），曾任奧匈帝國海軍總司令，後為匈牙利王國攝政王、軍官、政治家與外交官。霍尔蒂出身贵族家庭，加入奥匈帝国的海军，畢業後任駐君士坦丁堡武官，因處理奧匈帝國強行併吞波士尼亞有功，奧地利皇帝弗朗茨·约瑟夫一世下旨將其召回宮中擔任副官。在第一次世界大战期间，他在亚得里亚海击溃意大利皇家海军而威震國內外，於1918年成為成為末任海軍總司令。
霍爾蒂被捲入匈牙利內戰，籌組反共的國民軍對抗蘇維埃政權，反革命運動期間，他對手下國民軍參與的白色恐怖暴行採取先鼓勵後阻止的態度。戰後，霍爾蒂接受將讓匈牙利喪失大量國土的特里亞農條約，受協約國支持，建立匈牙利王國，霍爾蒂清洗並徹查政府的右翼軍人，並重用拜特倫·伊斯特萬為首的溫和保守派文官，建立一個貴族地主集團與猶太裔資本家為核心的半民主、寡頭政權，霍爾蒂在匈牙利24年的執政被認為是既開明又威權的，民族問題上，霍爾蒂鼓動收復失土情緒，但也與西方合作爭取經濟復甦資本，他也被認為有偏袒猶太人的傾向，反對派批評他為「猶太人的傭兵」。社會結構上，霍爾蒂在掌權後推行了不完善的土地改革，維持大莊園經濟模式，並運轉面向工人、農民和弱勢族群的社會福利體系，引進如社會保險、工人津貼、公共衛生改革、八小時工作制、教育改革等幫助社會長遠進步的政策。
二戰前期，霍爾蒂在西方盟國、蘇聯和軸心國間搖擺不定，他一方面加強與德國的聯繫並開始頒布限制猶太人權利的法律，卻也收留數十萬西方盟國的戰士和難民並尋求與蘇聯建立同盟，直到1941年簽訂三國同盟條約參與對南斯拉夫和蘇聯的進攻，成為軸心國的一員後，霍爾蒂仍試圖維持國家的獨立與自主，他一方面堅決保護匈牙利猶太人的安全，卻也協助納粹驅逐前來尋求庇護的猶太人難民，從而使匈牙利與盟友維持緊張的關係，德國敗局已定時，他試圖加入同盟國，但最終被納粹德國推翻，流亡並客死葡萄牙。直到現在，他仍在匈牙利被視為最具爭議和決定性的歷史人物之一。

## 家庭背景
霍爾蒂家族的血統可追溯至15世紀末德布勒森市紀錄中居住在匈牙利東北部的塞凱伊人家庭，他們的作用可能並不重要，因為除了他們的名字之外，沒有其他關於他們的信息被記錄下來。而霍爾蒂的祖先伊斯特萬·霍爾蒂（István Horthy）於1635 年被斐迪南二世封為貴族。
霍爾蒂的父親是中左翼政治家老霍爾蒂·伊斯特萬，他被媒體稱為縣議會一位強大而嫻熟的演說家，在銘文黨扮演重要角色，他在1857年與哈拉西·寶拉結婚，這對出身顯赫的夫妻擁有一千五百英畝的莊園他們生了九個孩子，伊斯特萬（1858-1937，騎兵中將）、佐爾坦（1860-1940）、貝拉（1862-1880，18歲時在演習中陣亡）、寶拉（1863-1906）、米克洛什（1868-1957，海軍中將）、伊莉莎白（1871-1955）、紹博爾奇（1873-1914，縣長，一戰中陣亡）、耶諾（1874-1876）、耶諾（1877-1953）  ，他的內祖父母分別是法官霍爾蒂·伊斯特萬和白澤克的阿美莉亞·布凱，外祖父母分別是地主哈拉西·約瑟夫和演員加貝·伊莉莎白，加貝·伊莉莎白是一位頗負盛名的舞者與默劇演員，她是布達佩斯日爾曼劇院薪資最高的女演員，但演員對當時的貴族而言是一個卑微的工作，據說伊莉莎白透過更改出生證明及找一位軍官而非家人當證人的方式嫁給了哈拉西·約瑟夫這位貴族人士，結婚期間，伊莉莎白傳出醜聞，霍爾蒂·米克洛什出生時，伊莉莎白的精神狀況並不穩定，她被監護宣告並被送往精神病院。

## 早年生活

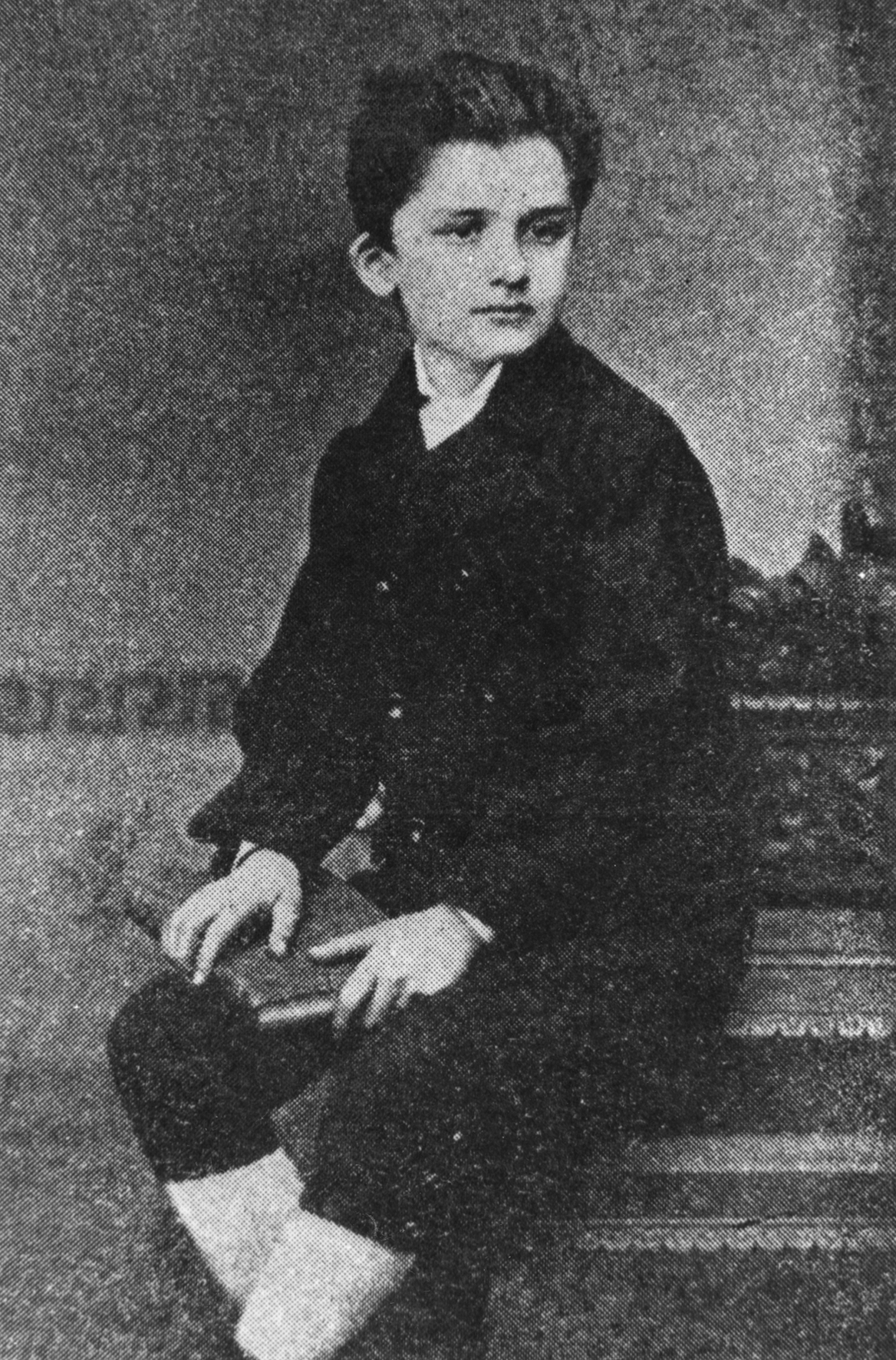
1877年的霍爾蒂

他在家族的莊園度過了八歲前的童年，據家人回憶，他是個活潑好動的孩子，他的父親是個嚴格的人，他在回憶錄中寫道“我父親對我的惡作劇沒有表現出太多的理解，我對想像和冒險的渴望所誘惑，就這樣，我不顧母親的溺愛和不情願，在八歲時脫離溫暖的家庭圈子，來到德布勒森和兩個兄弟同租。”他在肯代賴什（1874 – 1876 年） 私下完成了小學學業，然後在德布勒森歸正宗學院（1876 – 1878 年）完成了小學學業。他在肖普朗的Lähne 學院（1878 – 1882 年）完成了中學學業，在那裡他開始接受德語課程。

## 軍旅生涯

### 青年經歷
他的哥哥貝洛是位於阜姆的奧匈帝國皇家海事學院的學生，就職典禮前兩個月，在一場軍事演習中遭遇致命事故，1882年，米克洛什不顧家人反對，報考同一所海事學院 ，612 名申請者中，只有 42 人被學院錄取，其中包括霍爾蒂。這所海軍官校以其嚴謹的風格著稱。就學期間，他從水手學會義大利與克羅埃西亞語，他還會說德語、英語和法語。
畢業後，霍爾蒂在配備輔助蒸汽機的三桅帆船護衛艦Radetzky上開始了他的軍旅生涯。  1890年，他已經在停泊在君士坦丁堡的駐地船金牛座上擔任少尉。
作為一名才華洋溢的運動員和紳士，霍爾蒂在當地紳士圈子中享有很高的聲望。他是一名出色的水手和成功的中長跑運動員，還獲得了全軍擊劍冠軍稱號。此外，他在自行車比賽和網球比賽中表現十分出色，在一次網球雙打中，他擊敗了英國軍隊冠軍對。霍爾蒂也是一位一流的騎手。他以上的運動成績、良好的舞蹈技巧、迷人的舉止和會說的語言使他成為社交圈中受歡迎的人，與他後些日子的形象形成對比的是，霍爾蒂在這段時期經常因其風流而被拖延晉升。
1892— 1894年，作為下屬軍官參加賽達的東亞和大洋洲之行，途中參觀了印度、澳大利亞和美拉尼西亞。在他的旅途中，他對英國艦隊的規模感到驚訝：“在英國維多利亞女王統治期間（...）有一句自豪的話：大不列顛統治著海浪， 我們能夠體驗到許多這樣的例子，這些例子在我們的旅程中產生了深遠的影響。” 他在回憶錄中寫道。。
1896年晉陞護衛艦中尉，1900年為戰艦中尉，1901年後擔任過多艘軍艦的船長。

### 家庭

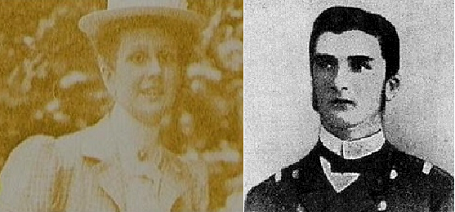
霍爾蒂夫婦在加爾各答

霍爾蒂與他的朋友會面時認識了他妻子的妹妹，同樣身為貴族，比他年輕十二歲的普格利·瑪格多娜（Purgly Magdolna），1901年7月22日，阿拉德這座特蘭希瓦尼亞的城市迎來這對夫婦的婚禮，這年米克洛什33歲，瑪格多娜20歲，婚後育有二子二女，依序是與其母親同名的長女瑪格多娜（1902）、與其祖母同名的寶拉（1903）、與其祖父同名的伊斯特萬（1904）和與其父親同名的米克洛什（1907）。
有賴於霍爾蒂的身份，這一家人經常更換住處，1901年新婚時，霍爾蒂其駐紮的普拉建造了新家，他的四個孩子皆出生於此，1903年，他奉命擔任戰列艦哈布斯堡王朝的艦長，於是他的妻子與女兒在此短暫居住。1908年，奧匈帝國大使將他介紹給鄂圖曼帝國的蘇丹，於是一家人在博斯普魯斯海峽沿岸的Yenikeul居住，1909年，維也納宮庭任命霍爾蒂擔任皇帝的副官，於是一家人得到霍夫堡宮的一處官邸。

### 壯年經歷

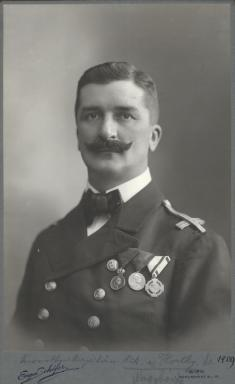
1909年的霍爾蒂

1908年至1909年，任金牛座號戰列艦艦長，駐紮在君士坦丁堡的港口，參與外交事務，他曾見證青年土耳其黨人發動的三三一事件，當奧匈帝國利用這次事件吞併波士尼亞時，鄂圖曼帝國對奧匈發起了貨物禁運政策，霍爾蒂對此進行強硬的抨擊，讓情勢差點擴大為戰爭，當奧匈大使因此向霍爾蒂質問時，他冷冷得回應說要是鄂圖曼進一步攻擊的話，他將不惜反擊並赴戰，後來這件事以奧匈向鄂圖曼支付220萬土耳其里拉購買波士尼亞作結，霍爾蒂在1950年代時表示他認為鄂圖曼人根本就沒膽跟奧匈艦隊開戰。他為此事寫了一份報告並得到時任皇帝法蘭茲·約瑟夫一世的高度重視，這最終讓他得到皇帝的召見並被任命為副官。
1909 年至1914 年間，他是法蘭茲·約瑟夫一世的副官——在他的回憶錄中，他對這位君主懷有強烈的敬意 。1911年升為海軍中校,1912年12月到1913年3月擔任布達佩斯號前無畏艦艦長，1914年1月20日軍銜晉升至海軍上校。
在霍爾蒂的海軍生涯中，他曾周遊列國到世界各地，他曾造訪過英國、法國、西班牙、葡萄牙、土耳其、馬爾他、直布羅陀、突尼西亞、希臘、埃及、索馬利亞、泰國、印度尼西亞、澳洲、紐西蘭、新喀里多西亞、義大利、所羅門群島和日本等，在他多年的全球旅遊中，他曾在婆羅門洲親手獵殺老虎，也在西班牙港口品嘗過美酒，甚至見證過喜馬拉雅山的壯景。

### 一次世界大戰

#### 前期戰役

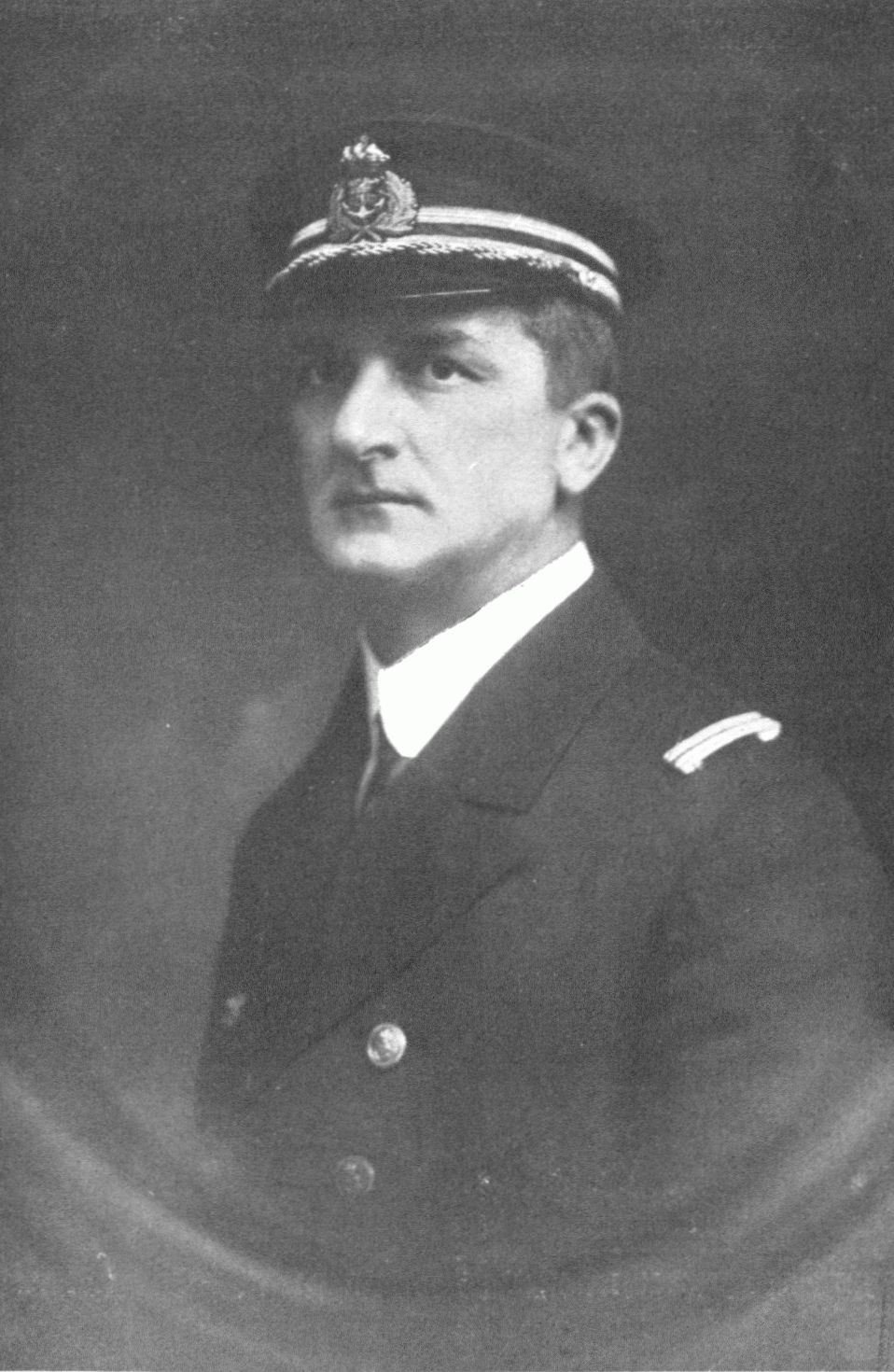
1915年的霍爾蒂

一戰爆發後，霍爾蒂擔任8300頓哈布斯堡王朝號戰列艦艦長，鑑於霍爾蒂認為這艘船過於老舊，他開始爭取建造中的諾瓦拉號巡洋艦的指揮權。諾瓦拉號於1915年1月10日開始服役，霍爾蒂測試多次後在1915年4月30日接到第一次任務，將一艘UB-8潛艇拖至薩皮恩扎島，並代替執行該潛艇分配任務。軍方制定經奧特蘭托海峽的航線後，有鑑於協約國的強大軍力，霍爾蒂在夜間通過海峽並成功完成任務，但隨後法國驅逐艦發現，但由於諾瓦拉號的速度優勢，避免了正面衝突並返回基地。
1915年5月23日，義大利對奧匈帝國宣戰，當晚，奧匈海軍的十三艘戰艦向義大利沿岸發起攻擊，旨在擾亂義大利艦隊的閱兵與破壞沿岸鐵路，霍爾蒂艦隊攻擊北方的拉溫納港時受到聯合火力攻擊，魚雷軍官，Emil Persich von Köstenheim中尉和四名水手犧牲。其中一位是匈牙利籍的Antal Szemere。此外，三人受重傷，七人受輕傷。其中一位是機動軍官，護衛艦中尉Róbert Dürrigl。相比之下，義大利方面的損失至少要大二十倍。
1915年底，協約國指揮部要求巴爾幹半島節節敗退的陸軍從阿爾巴尼亞的港口為撤退，12月4-5日，霍爾蒂領導的艦隊對此地展開襲擊，對蒙特內哥羅的軍事力量帶來致命一擊。

#### 奧特朗托海戰

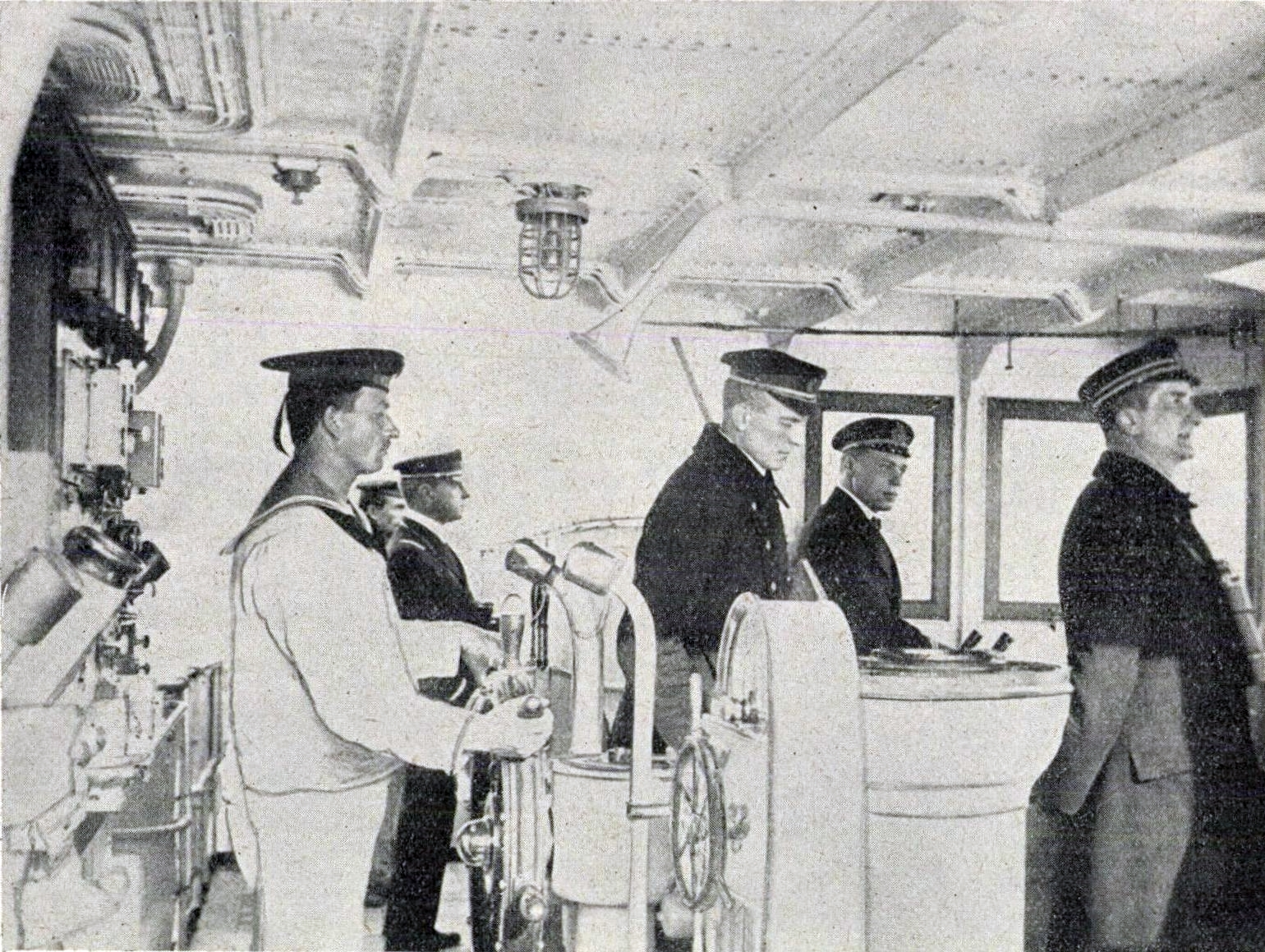
霍爾蒂在諾瓦拉號指揮戰役

協約國在1916年建立的奧特朗托海閘封鎖線受到英法意美的艦隊重軍把守，守護當地的艦隊規模甚至超越奧匈舉國海軍，對奧匈構成威脅，在多次進攻無果後，海軍總司令馬克西米利安·涅戈萬聽取霍爾蒂提出的三維攻擊計畫，讓霍爾蒂主導這場浩大並講求先進的海戰，1917年5月15日清晨，霍爾蒂指揮的艦隊發起偷襲後雙方打響戰鼓，透過靈活的陣型排列和運用人工霧，霍爾蒂起先克服射程不足引發的劣勢，阿爾弗雷多·阿克頓將軍隨後下令從交火中撤退，佔據了對他們來說最理想的八公里距離，導致奧匈艦隊逐漸居下風。9點50分Heligoland號巡洋艦遭受重創，10點10分，一枚砲彈正中諾瓦拉號指揮中心，霍爾蒂被五枚砲彈碎片重傷，他的頭部受重創，腿被刺穿 ，他的海軍軍官帽被扯成碎片黏在砲彈上，而且暫時失去了左耳聽力，副駕駛羅伯特·蘇博里茨當場陣亡。霍爾蒂命令手下把他抬到擔架下，繼續親自指揮艦隊的攻擊，在霍爾蒂的指揮和趕來的預備援軍的努力下，奧匈艦隊逐漸恢復安全，但霍爾蒂也因失血過多和休克而昏迷。

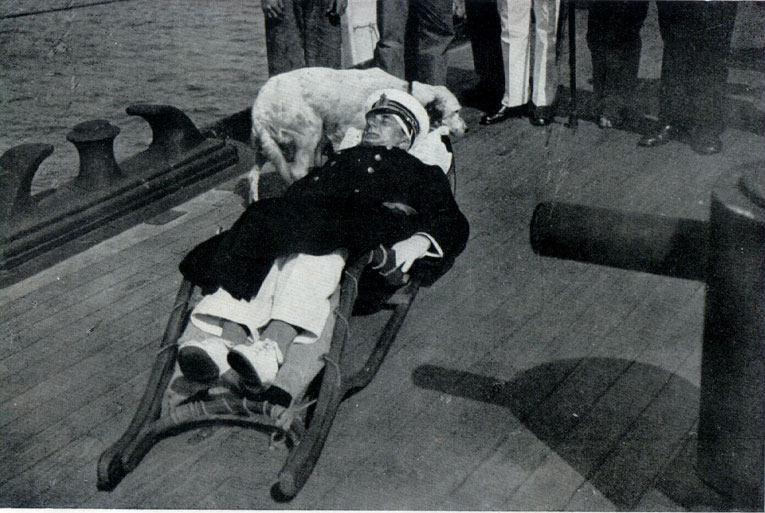
霍爾蒂在戰役中負傷

在撤退時，協約艦隊已無法對奧匈艦隊進行有效的攻擊，奧匈艦隊和協約艦隊認為這場戰役已經落幕了，但協約國艦隊卻得到了意料之外的增援——三艘巡洋艦和八艘驅逐艦，協約國艦隊指揮官阿爾弗雷多·阿克頓信心大增，在11點35分下達了追擊奧匈艦隊的命令，但也因此落入霍爾蒂的圈套，霍爾蒂已從昏迷中甦醒，並讓敵軍計畫無果而終。阿克頓只好下令到達布林迪西，12點05分到達布林迪西時意料之外遭到聯合德國援軍及空軍的奧匈艦隊圍剿，一艘法國驅逐艦被擊沉，有人數優勢的協約國最終不敵霍爾蒂的戰術，最終逃之夭夭。
在整場戰役中，奧匈動員了3艘巡洋艦、2艘驅逐艦、3艘潛艇和一些飛機，協約國則出動了3艘驅逐艦、14艘巡洋艦和至少22艘巡邏艦，但奧匈卻以15人陣亡的代價擊沉16艘船艦，被視作以寡擊眾的一次勝利，也是奧匈海軍在整場一戰中取得的最大海戰勝利，對當時陸戰成績乏善可陳的奧匈帝國發揮了定心丸般的效果，這場戰役的指揮官霍爾蒂·米克洛什也因而聲名大噪。根據 Gábor Bencsik 的說法，受了重傷的霍爾蒂贏得了一場偉大的勝利。他的部隊對寡不敵眾的敵人造成了重大損失和傷害，幾乎沒有損失。毫無疑問，協約國巨大的財政優勢也沒有受到這場戰鬥的顯著影響，因為他們損失了10%的艦隊，這是可以替代的。然而，士氣的結果是顯著的，因為帝國和皇家海軍開始重新相信自己並重新贏得對手的尊重。馬克西米利安·涅戈萬和霍爾蒂·米克洛什都獲得了榮譽和英雄的地位。多虧了這場勝利，霍爾蒂在同齡人中脫穎而出。

#### 海軍總司令

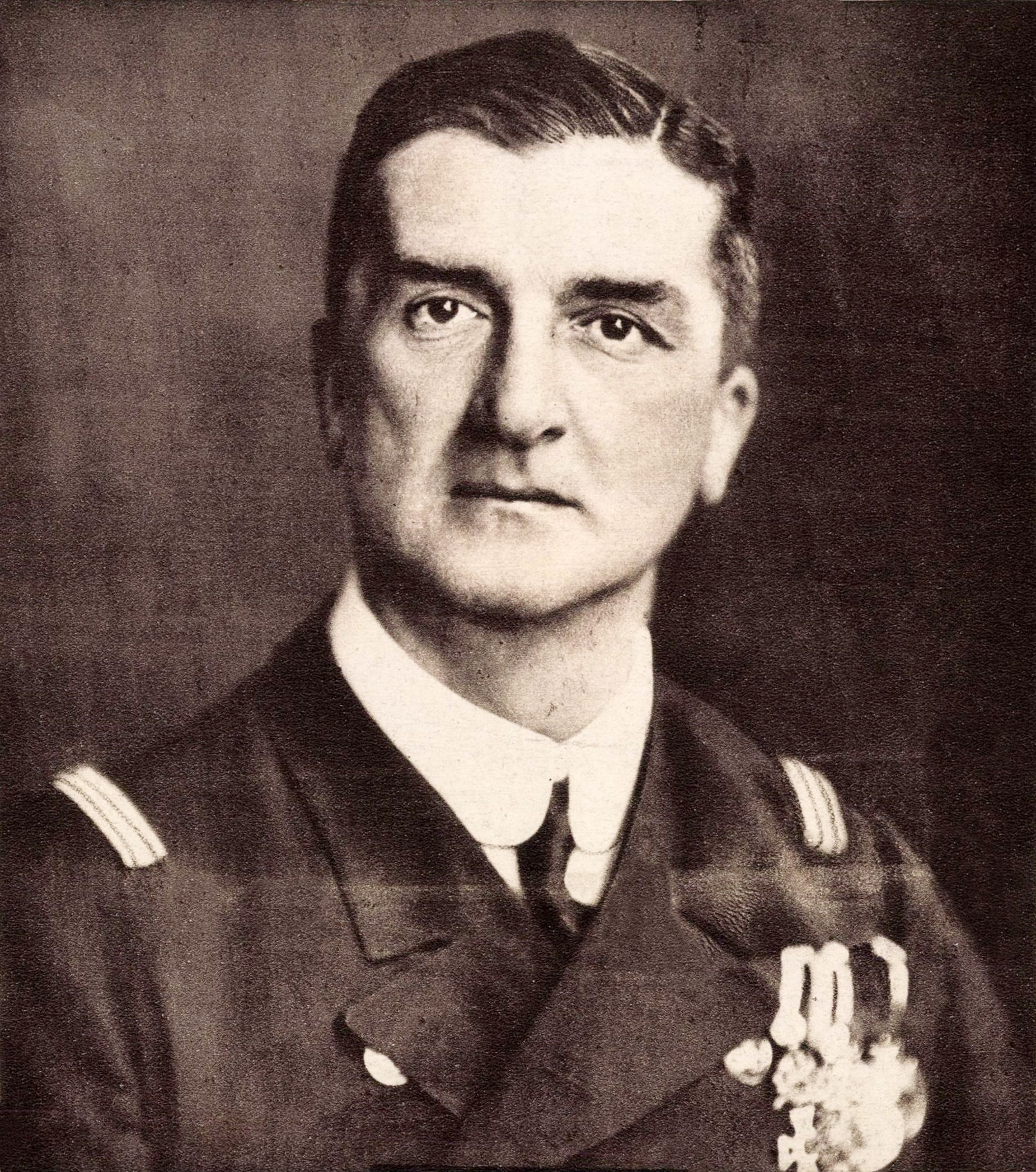
1918年的霍爾蒂

1918 年2月1日，霍爾蒂成為歐根親王號戰列艦的艦長。與普遍的看法相反，他沒有參與鎮壓卡塔羅號水手的叛亂。1918年2月27日，他被晉升為海軍少將並出任奧匈帝國皇家艦隊總司令。
1918年6月8日，成為奧匈帝國的海軍總司令後，霍爾蒂發動的多次行動幾乎都出師未捷，1918年6月，準備多時的了霍爾蒂動員大部分的艦隊試圖對義大利進行一場強大的攻勢扭轉局勢，然而，備受重視的聖伊斯特萬號戰列艦僅在義軍軍官路易吉·里佐的幾次襲擊而沉沒，聖伊斯特萬號戰列艦遭擊沉後放棄了此次行動及後面襲擊科孚島的計畫，10月31日，奧匈帝國隨著陸戰的失敗最終被協約國寫進史冊，屢戰屢勝的海軍總司令霍爾蒂也在協約國的脅迫下將自己投身數十年的奧匈帝國海軍總艦隊送給新生的塞爾維亞-克羅埃西亞-斯洛文尼亞國民議會，隔日，霍爾蒂升為海軍中將。

## 戰間期

### 內戰
|          | 我們離開了我們度過了這麼多快樂歲月的房子，那座見證了我孩子出生的房子，所有的家居用品，銀器，地毯，圖片，都被留在了以往，一去不復返。 |
| ——霍爾蒂 | |

祖國戰敗後，霍爾蒂接二連三遇到各種層面的打擊，他為之奮鬥36年的奧匈帝國海軍在他接手領導後不久後因陸戰失利而灰飛煙滅，一家人被新政府從居住多年的家中驅逐回匈牙利，他16歲的長女因痢疾英年早逝，霍爾蒂一家只能隱居到肯德爾斯的莊園。但他一戰時期英勇的表現也贏得匈牙利人民的尊敬和聲望，在紀念活動上，奧匈帝國乃至敵國的軍事人物也對霍爾蒂的騎士風度進行稱讚。
這種迷惘和失落不只發生在霍爾蒂這樣的達官貴人身上，也普遍的發生在亡國後將要靠著自己的力量一磚一瓦建立新秩序的匈牙利人身上。1918年秋玫瑰革命後，1848年獨立聯合黨黨魁卡羅伊·米哈伊建立了匈牙利民主共和國，1919年3月20日卡洛伊因經濟和外交失利下台。
卡羅伊退位後，留下匈牙利百廢待興的局面給社會民主黨，社會民主黨自認無力扭轉匈牙利，立刻找來被關押的共產黨領袖庫恩·貝洛主政，21日，匈牙利蘇維埃共和國成立，庫恩在國內組織列寧男孩在國內自行處決異議者，還對農民實施武力征糧，使其在國內逐漸不得民心。
而庫恩政權的意識形態也讓法國聯合羅馬尼亞、捷克斯洛伐克、南斯拉夫等國的軍隊像匈牙利發起進攻，6月，奧雷爾·斯特羅姆費爾德擊潰捷克軍隊收復失土，但庫恩的反應卻是宣布成立捷克蘇維埃共和國，至此，庫恩將貫徹共產主義凌駕於匈牙利人民族利益的行徑讓他徹底失去匈牙利的非共產主義者的支持。
出於對一片狼藉的局勢及捲入另一場戰爭的不滿，國內的反共主義勢力建立國民軍反抗庫恩政府，國民軍想要找一個受到人民尊敬的優秀軍事家來指揮他們，最佳人選毫無疑問的就是在世界大戰時擊潰敵軍的海軍總司令霍爾蒂·米克洛什，卡羅伊前總統的堂哥卡羅伊·久洛找來隱居中的霍爾蒂協助他們，於是他欣然接受邀請並組建國民軍，儘管霍爾蒂已成為名義上的匈牙利反政府勢力的統帥，但國家各地有不少軍閥並不聽命於他，這讓霍爾蒂在國民軍的影響力眾說紛紜，尤其是霍爾蒂的部下帕爾·普魯奈等人對猶太人的屠殺行為（庫恩政府的核心有不少猶太人，但猶太人並不都是共產主義的同情者），國民軍軍閥佔領區的屠殺最終導致至少數百人罹難。

### 確立王國

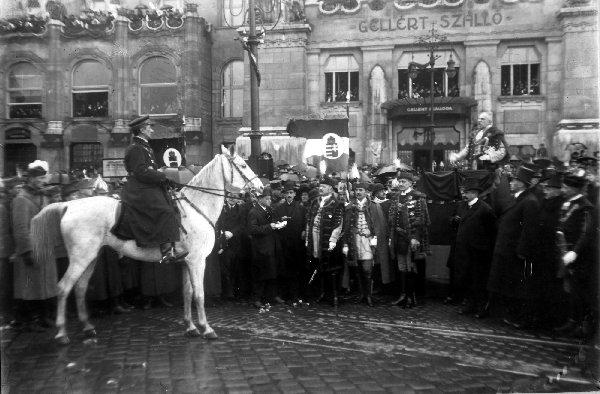
霍爾蒂將軍刺史入京

1919年8月1日，羅馬尼亞軍隊攻入布達佩斯後，結束了庫恩政府的統治。霍爾蒂告訴英國外交官喬治·拉賽爾·克拉克，只有在匈牙利建立統一武裝力量才能在混亂的局面中得到信服，等待匈牙利割讓賠款和土地的協約國認為他們熟識多年的霍爾蒂是此時最可能做這件事的人，於是支持霍爾蒂成為匈牙利領袖。霍爾蒂即將掌權的消息讓布達佩斯的猶太人感到不安，猶太人團體Pesti Izraelita Hitközség派代表找國民軍高級指揮部交涉，他們得到國民軍友好的接待，霍爾蒂向他們承諾不會允許屠殺在布達佩斯發生，當他進軍布達佩斯時發布了一項命令，要求部下要聽他指示維持秩序，霍爾蒂帶領被稱為“鶴羽”的部隊進軍首都後，國民軍分遣隊建立了自己的幾個中心，霍爾蒂試圖阻止白色恐怖的發生，但暴行雖有減緩卻仍在繼續，克拉克則建議霍爾蒂要同時剷除極左翼和極右翼，事後霍爾蒂對屠殺展開調查，但在1921年11月3日宣布特赦，考慮到霍爾蒂並不完全掌握國民軍，但可以確認的是至今仍無證據可證明霍爾蒂有下達屠殺的命令，因此他要為白色恐怖負多少責任是個飽受爭議的問題。霍爾蒂一開始聲稱那些不受控制的軍官應負其責任，身為國民軍總司令，他從未發出對猶太人的復仇行動，但霍爾蒂後來在回憶錄中表達對白色恐怖的自責，但他強調真正要為悲劇負責的是當時的局勢。
1919年11月，克拉克前來建議匈牙利建立一個可以代表各階層的政府，於是委託被庫恩政府迫害的左翼人士胡薩爾·卡羅伊擔任臨時領袖，1920年3月1日，國民議會以131票對7票選出霍爾蒂擔任攝政王，匈牙利法理上正式脫離奧地利，霍爾蒂繼任為匈牙利君主，然而霍爾蒂拒絕了，他在典禮上停滯不前，表示不滿於民主政體元首的權力，透過一場在國民軍護衛隊監視的選舉，他於同年取得了軍隊總司令、解散議會和任命部長的權力，針對1月25日至26日實施的首次選舉也是如此，霍爾蒂放任國民軍干涉這場旨在貫徹秘密、婦女平權、平等和強制精神且涵蓋74%的24歲以上人口的選舉，此後霍爾蒂任內的選舉規模有所減少。
霍爾蒂的掌權揭開了匈牙利王國的歷史，法理上，匈牙利是君主立憲國家，攝政王將在選出正式國王前扮演虛位君主的職位。霍爾蒂卻取得了統籌軍隊、強迫議會休會和解散和任命首相的權力，甚至其觀點決定性的影響首相的施政，權力遠高過民主國家的領袖，成為了事實上的無冕之王，但他也恪守憲法、與議會維持權力分立且開放投票，因此，霍爾蒂是否為獨裁者是個有爭議的問題，匈牙利王國的制度被稱為霍爾蒂體系
。

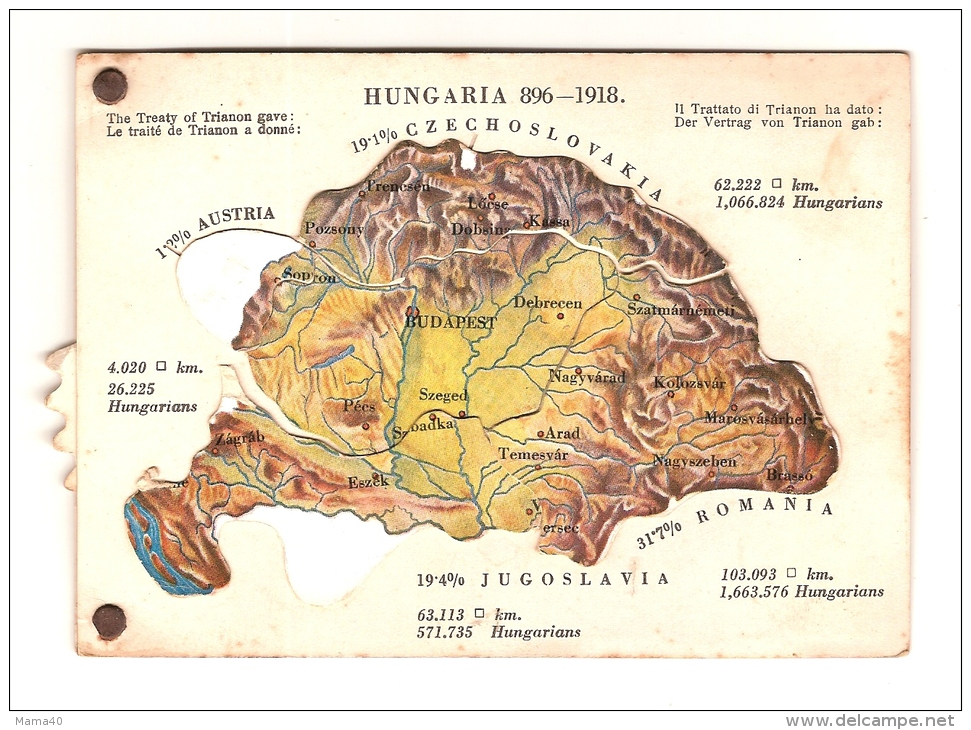
特里亞農條約

在匈牙利的局勢基本穩定後，此時匈牙利政府手上的燙手山芋是確定戰敗後對協約國的賠償，比起前面屢次推託和反對的卡羅伊和庫恩政府，霍爾蒂在6月4日直接了當的接受了在一月時決定的特里阿農條約，並迅速將協約國提出的嚴苛要求納入法律。
儘管霍爾蒂是位民族主義者，但他卻是匈牙利國內最強硬的協約國盟友。他在外交上奉行極度親英派政治，他的親英方針在國內飽受批評，但這一政策換來的後果是霍爾蒂和匈牙利在英美的聲望迅速高漲，匈牙利政府得到英國豐厚的經濟援助，霍爾蒂用這筆資金投入戰後重建，這讓兩次戰爭後瘡痍滿目的匈牙利進入第一次穩定的經濟復甦。
消除特里阿農條約的影響是霍爾蒂統治時期最主要的外交政策。

### 統治早期

#### 改革
「1919年至1944年間，匈牙利是一個右翼國家。由於反革命的傳統，其政府提倡“民族主義基督教”政策；他們歌頌英雄主義、信仰和團結；他們蔑視法國大革命，唾棄 19 世紀的自由主義和社會主義意識形態。各國政府將匈牙利視為反對布爾什維克主義和布爾什維克主義工具的堡壘：社會主義、世界主義和共濟會。他們實行由貴族、公務員和軍官組成的小集團的統治，並奉承國家元首、反革命海軍上將霍爾蒂。」
——伊斯特萬·迪克，1963年
霍爾蒂首先在政府清洗了國民軍的極右翼份子，徹底結束白色恐怖，提拔溫和派政治家泰萊基·帕爾為首相，形成了以泰萊基、民族保守主義者貝特倫·伊斯特萬、小農黨人薩博·伊斯特萬為首的統治班底，並延續了民主選舉。
隨後他辭去了戰爭部長的職位，被泰萊基推選為土地改革委員會主席。要求農業部長薩保·伊斯特萬推動則土地改革，然而魯比內克·久拉與貝特倫聯合阻饒薩保，霍爾蒂和泰萊基也僅向薩保提供口頭上的支持，薩保仍不敵地主的聯盟而任由魯比內克加以修正，改革最終避開了大地主的土地，五十萬位農民平均得到一公頃的農地。但總規而言，這一政策仍然使約兩百萬人受惠。
霍爾蒂希望那些被特里阿農條約剝奪匈牙利國籍的人士歸國，於是他和議會在1920年9月底推出物權法定法（numerus clausus），這條法律讓大學將以種族比例徵收學生而忽視國籍，讓匈牙利血統的外國人才能回來，但這法條也有歧視猶太人之嫌，因為在匈牙利國內占15%的猶太人只分得6%的配額，219名國會代表只有64人前來投票，其中57人贊成7人反對，以泰萊基為首的政治家拒絕投票以示抗議。

#### 維穩
1921年3月27日，奧匈帝國皇帝卡爾一世回到匈牙利，試圖說服前屬下霍爾蒂將權力歸還給他，霍爾蒂表示若迎回皇帝會導致周遭國家的反對，等到時機允許再讓他回來，同年10月20日，卡爾一世再次潛入匈牙利，霍爾蒂於是將他驅逐出境，泰萊基因為被認為對皇帝同情而被貝特倫取代，其行政團隊在往後十年造就了霍爾蒂政權的黃金年代—「貝特倫繁榮」。
貝特倫首先開始建立一個集議會、地方政府和威權政治於一體，以有效做出改革的權力結構。他先創立匈牙利聯合黨並廢除物權法定保障猶太人，以團結貴族與猶太人為主的資本家為紳士階級，並限縮農村投票權（後期恢復）和社會民主黨簽訂貝特倫—派爾條約，確立其權威地位。
經濟上，貝特倫展開經濟改革將戰時體制過渡至和平體制，成立中央銀行和幣制改革，並積極引入外資和投資農業、旅遊業、運輸業和電力工業，使經濟進入高速發展時期，並任用如胡薩爾等人實施社會政策改革中，社會保險的重組無疑值得一提。1927年擴大了強制疾病和意外保險的受益範圍，同時提高了被保險人的社會福利。一年後，即 1928 年，引入了強制性的老年、殘疾、鰥寡和孤兒保險，社會住房和公共衛生領域也取得了顯著進展，新建住宅數量、每十萬居民醫生人數、嬰兒死亡率等統計數據證明了這一點。

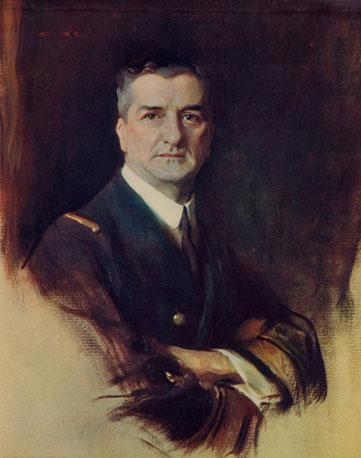
1927年的霍爾蒂·米克洛什畫像

1929年，經濟大蕭條席捲了全球，匈牙利也難以倖免，經濟復甦之路也告一段落，取而代之的是農業危機和重工業衰退，政府期望透過減薪和合併工廠解決危機，但這無濟於事，部分農民因此一貧如洗，產業工人失業率急遽上升，維持工作的人薪水也下降。

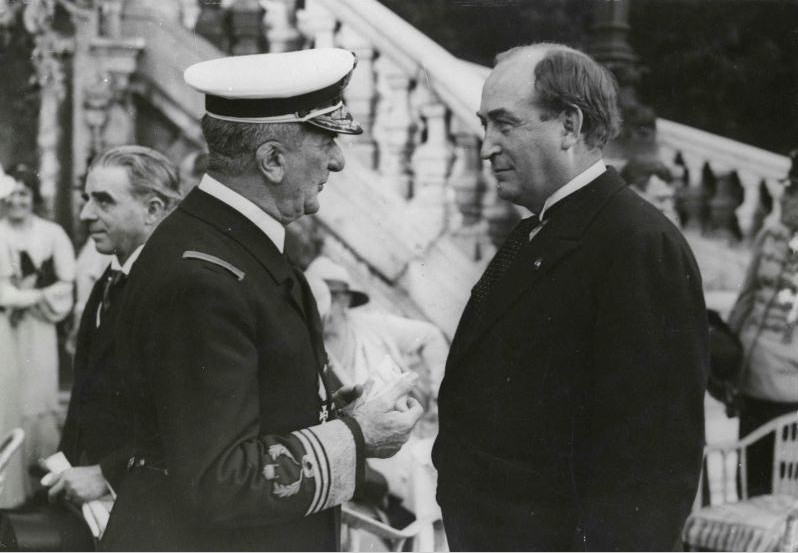
1935年的霍爾蒂·米克洛什與根伯什·久洛

霍爾蒂解散匈牙利聯合黨政府，改立卡羅伊·久洛為首相，他提出的緊縮政策也未取得顯著成效，此時，國防部國務秘書根伯什·久洛與他魅力四射的95點國家工作計畫被視為經濟危機的救星，1932年，霍爾蒂任命這位懷有獨裁野心的親義政治家為首相，並要求他修正過往種族主義和反猶太的立場，他透過以下計畫讓經濟再次繁榮，他基於反對現有制度的群眾運動仍未發展起來的觀點，廢除了卡羅伊首相頒布的戒嚴令，外交方面，他積極與義大利、奧地利、德國和蘇聯交好，藉此推行貿易保護主義和促進出口，1933年他與奧地利簽訂貿易協定，1934年3月，簽訂羅馬議定書，確立了奧義匈同盟，軸心國一詞即可追溯自根伯什與墨索里尼的交談，1934年6月，匈牙利與蘇聯建交，1934年6月，根伯什前往柏林向新一任德國總理希特勒祝賀，這些外交上的建樹帶來的市場開放成功改善了匈牙利的經濟狀況，根伯什將經濟政策取得的政策投資在社區和社會建設，提升了人民的生活狀況，從而在群眾間建立個人崇拜並將極右翼團體Turul Szövetség納入自己勢力範圍，當根柏什試圖說服霍爾蒂在1935年的選舉動手腳建立專制政權後，兩人嫌隙漸生，壓倒駱駝的最後一根稻草是根伯什對貝特倫派系的清算，霍爾蒂察覺後徹底冷落根伯什，使他淪為擺設 。
1933年美國外交官約翰·佛洛諾伊·蒙哥馬利成為美國駐匈牙利大使，隨後，霍爾蒂與蒙哥馬利建立深厚的私人友誼。蒙哥馬利受到由華麗服飾和繁複禮節形成的半封建鍍金時代吸引，並折服於會說英語的霍爾蒂的個人魅力，這兩人經常討論對政治的看法，蒙哥馬利的回憶錄《Hungary: The Unwilling Satellite》是多年來人們研究戰間期匈牙利的主要文獻。

#### 宗教政策
霍爾蒂強制人民上教堂，所有學童都被強制要求每周在教堂禮拜和教堂服務兩小時，週日和公共假期參加禮拜被歸類在義務教育中。

#### 政治壓迫

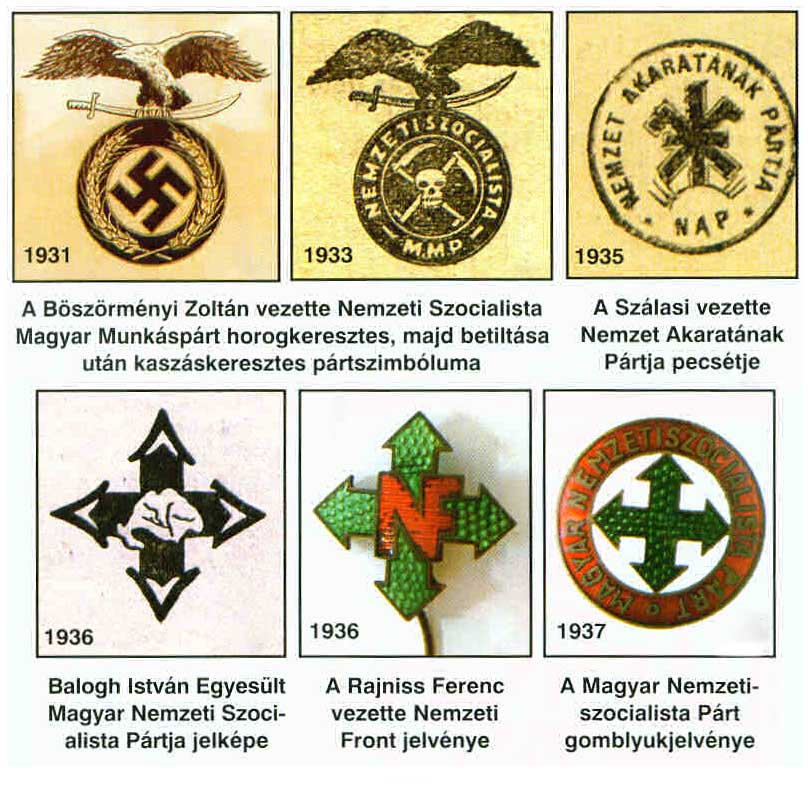
匈牙利的法西斯組織

綜觀他的統治期間，霍爾蒂不留餘力打壓那些與他立場相左並動搖保守派勢力（即小農黨和聯合黨）統治的勢力，包括極右翼、法西斯、共產和反猶太勢力，除了阻止根柏什建立極右翼專制政權外，霍爾蒂更熱衷於取締國內的社會運動，透過暗殺、大規模示威和輕微恐怖主義宣揚反猶太立場的種族保護組織覺醒匈牙利人協會（Ébredő Magyarok Egyesülete ，ÉME）在1920年被取締，納粹傾向的國家社會主義匈牙利工人黨（Nemzeti Szocialista Magyar Munkáspárt，NSZMP）在1936年被取締，其中最知名及具影響力的組織是由軍官薩拉希·費倫茨為首的極右翼、反猶太且有約有100,000人的勢力，霍爾蒂多次取締他所領導的政黨，例如民族意志黨（Nemzet Akaratának Pártja，NAP，1937年被取締）和匈牙利國家社會主義黨 - 匈牙利主義運動（Nemzeti Szocialista Magyar Párt – Hungarista Mozgalom，NSZMP－HM，1939年被取締），費倫茲本人也具遭霍爾蒂逮捕，但他拒絕向霍爾蒂屈服，聯合如基督教國家社會主義陣線（Keresztény Nemzeti Szocialista Front，KNSZF）、國民陣線（Nemzeti Front，NT）和匈牙利國家社會主義黨 - 匈牙利主義運動聯合為箭十字黨。
霍爾蒂也拒絕參加兩餐之間協會，一個採取共濟會模式左右匈牙利政治局勢的基督教民族主義秘密社團，他們透過在匈牙利有影響力人物中擴展人脈增加力量，這一協會在匈牙利每個縣市都有「國家」組織，旗下有「家庭」組織，各部門以「父子」互稱，協會由七人委員會領導（泰萊基和根柏什在七人委員會中，貝特倫和卡羅伊·久洛也在協會中），委員會希望霍爾蒂擔任其中被稱為「首席領導」的職位，但他拒絕了。
這段期間還有一個匈牙利重要的大學青年組織Turul Szövetség，他們毆打猶太人並支持極右翼，他們曾在建國時期協助霍爾蒂驅逐卡爾一世，但在霍爾蒂放棄種族政策後批評他。
除了極右翼遭霍爾蒂打壓外，極左翼和其他更加進步傾向的組織也未倖免得受到干涉、監視和抓捕，然而，這些組織的規模遠遠不如法西斯勢力，也鮮少遭取締，左翼的匈牙利社會民主黨甚至得以透過1922年的選舉成為第二大黨並在二戰時與小農黨結盟，然而當經濟大蕭條爆發，霍爾蒂政府削減社會福利後導致左翼和右翼更強烈的反抗，隨後比亞托巴及大橋遭到襲擊，導致22人罹難，政府下令戒嚴，警方隨後案發現場一張寫著「工人，你們沒有權利，所以我們要用他們來對付資本家……」的紙條並認定這是共產黨所為，霍爾蒂政權因此展開針對左翼的搜捕，兩名共產黨領袖被處決，共產黨員也暫時被逮捕 。

### 捲入戰爭

#### 政策與國際關係改動
「儘管其社會和經濟思想是反動的，但卻是國內殘餘民主和憲政真正的維護者，他透過影響力阻止試圖破壞議會建立獨裁政權的首相們。」
——約翰·剛瑟評霍爾蒂，1940年
自1933年根伯什成為首相後，霍爾蒂政府與德國關係日漸密切，憑藉德意奧三國的法西斯政府支持，他得以更大力度推行對特里亞農條約進行修約運動的復仇主義政策，並威脅著捷克斯洛伐克、羅馬尼亞和南斯拉夫組成的小協約國及背後的英法兩國。
在匈牙利國內，隨著德國新上任的納粹政府在民生和軍工業上創造耀眼的成效，加上匈牙利在經濟上愈加依賴德國，導致匈牙利朝野的法西斯勢力逐漸崛起，對法西斯主義深惡痛絕的霍爾蒂深感不安，於是政策大方向轉為對法西斯主義更警惕的防範，並積極改善農工群眾的生活與福利以減緩法西斯勢力在匈牙利的擴張。
1936年10月10日，達拉尼·卡爾曼這位根伯什的親密盟友在根伯什的葬禮上被霍爾蒂任命為新任首相，他一改根伯什的極右翼法西斯政策，開始聯合貝特倫的自由保守派系驅逐極右翼激進派，進而導致首都和農村的大學爆發極右翼運動聲援被打壓的勢力，而向來支持極右翼的佩奇礦工也在1937年初發起罷工反抗，執法人員不得不動用武力鎮壓罷工，並逮捕極右翼運動家。
緊接著，霍爾蒂命令達拉尼實施憲法改革，在1937年頒布的évi XIX. tc中，霍爾蒂得到了收回他不喜歡的法律和成命的權利，並附有6個月的時間考慮法律的簽署和頒布，另一項重要改革是從法理上消除了彈劾攝政王的可能性，考慮到霍爾蒂年事已高，幾年來頻繁染疫，於是頒布了攝政王繼承的法案，其中寫到將組成全國委員會處理政局，全國委員會由霍爾蒂和議會分別提出的三位人選加上國會權威組成，人們懷疑霍爾蒂將藉機選自己的親戚以強化權力，建立自己的王朝，霍爾蒂因此想收回成命，但遭到達拉尼勸阻，霍爾蒂在密封的信封中做出的選擇最終被揭曉，分別是貝特倫、卡羅伊和達拉尼三位首相，不少法西斯主義者隨後宣稱「霍爾蒂成為了匈牙利國王」。
達拉尼也通過社會政策以緩解緊張局勢，據1937年的évi XIII，增加了有多個孩子的工人的生活津貼，而 XXI. tc則引入了8～18天的帶薪休假期限及8小時工作制，工人和公務員每週分別需工作48及44小時，人民作家藉由這次機會在3月15日組成三月陣線，向政府提出12項要求，包括民主轉型、新聞自由、組織自由、基於多瑙河人民自決的修正、沒收大地產、限制壟斷資本，並注意不公正的污名化猶太人和注重德國擴張的危險，但最終因內部衝突瓦解。

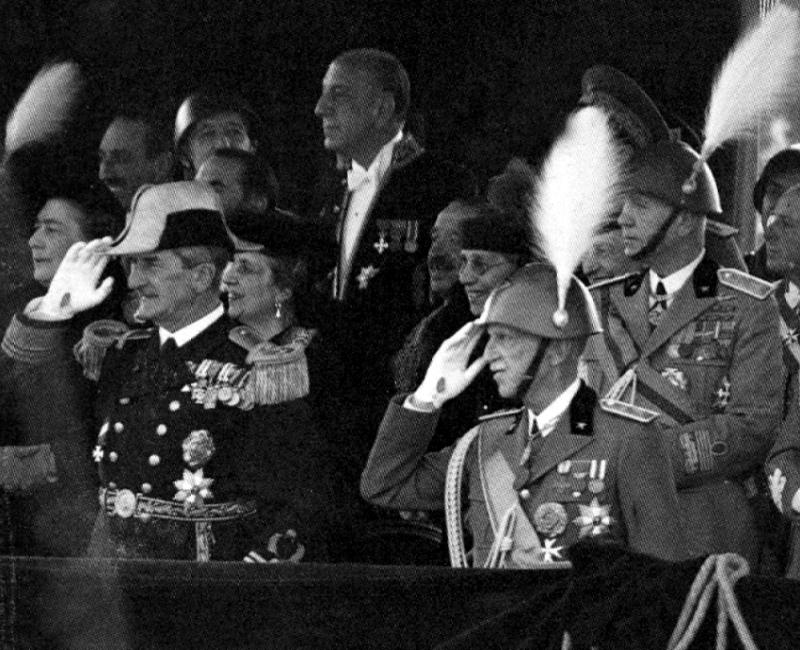
1936年11月，霍爾蒂訪問羅馬以示和解，並向義大利的無名戰士致敬，期間他與维托里奥·埃马努埃莱三世和墨索里尼登上Zara號巡洋艦參加那布勒斯灣的海軍檢閱。

1937年引入的另一項憲法是évi XXVII，旨在擴大上議院的權力，眾議院兩次否決後第三次擴大的法案將交由兩個議院審理，再交由霍爾蒂審核。這幾項修憲都減緩了立法過程，第三項法案則是用以縮小選民範圍，具體內容是將居住時間的限制從2年提升到6年，男性須到26歲才有投票權，選區則是30歲，女性則統一提升到30歲，這些政策遭受強烈反對，直到後來的伊姆雷迪時期才通過，其用意是為了降低箭十字黨贏得1939年大選的機會，而劍十字黨在此次大選贏得了14.39%的得票率，以達拉尼的任命開始的改革政策對匈牙利的國際形象發揮了不一的影響，小協約國和法國仍對匈牙利不信任，英國則將其視為霍爾蒂對英國的示好。
義大利發動衣索比亞戰爭後在國際上飽受孤立，最終放棄了其獨有的義大利-中歐外交政策，轉而投入德國懷抱，德國元首阿道夫·希特勒希望能讓匈牙利也加入其中，霍爾蒂要求達拉尼阻止德國勢力在中歐的擴張（入侵奧地利和染指匈牙利），達拉尼向英國尋求協助以阻止德國，英國首相內維爾·張伯倫奉行的綏靖政策使達拉尼碰壁後，德國試圖強迫匈牙利接受其中歐政策及種族政策，1936年12月，達拉尼與德國駐布達佩斯大使馮·馬肯森交涉取得讓步，1937年11月，達拉尼前往柏林與希特勒和外交部長諾伊拉特談判，但德國仍堅持其政策，1938年3月，德國與奧地利合併，與匈牙利成為鄰國，這讓德國得以擴大對劍十字黨和忠於納粹的匈牙利極右翼提供支持，國家社會主義者在匈牙利舉行群眾集會和遊行，霍爾蒂呼籲國內結束遊行，並要求達拉尼有所作為。
達拉尼制定了霍爾蒂統治中第一部針對猶太人的歧視性法律緩和反猶太情緒，根據該法律，猶太人在各行業中，猶太人的比例不能超過20%，這裡的猶太人是基於宗教（1919年8月後改宗者不計）而非種族決定的（排除在第一次世界大戰和反革命中獲得各種功績和獎勵的猶太人、英雄死難者的遺孀和子女），並開設國家中央外國人控制局的分支以緩和加利西亞和布科維納貧窮猶太人的移民，卻加深了極右翼的勢力，最終導致他在任期後期被極右翼反猶太主義的國家銀行行長伊姆雷迪·貝拉架空。
1938年初，劍十字黨的運動更加強烈，寫著「1938-薩拉希」以聲援被關押的劍十字黨領袖薩拉希的傳單佈滿首都，地下活動和黨建工作在薩拉希缺席的情況下仍在繼續，達拉尼無奈下在1938年3月與卡爾曼·胡拜這位箭十字黨成員尋求接觸並簽定協議，這種行為讓他失去了霍爾蒂的信任並被迫下臺。
1938年5月，霍爾蒂任命伊姆雷迪為新首相，其任內通過達拉尼制定的反猶太法律，伊姆雷迪逐漸傾向在匈牙利建立納粹形式的政府，引起泰萊基-貝特倫-霍爾蒂集團的不滿，於是泰萊基在1939年2月取代他的首相職務。

約翰·F·蒙哥馬利在回憶錄提到的一個事件便能呈現出霍爾蒂的個人性格和對法西斯主義的態度，當時是1939年3月，霍爾蒂與蒙哥馬利一起去匈牙利國家劇院看表演時聽到箭十字黨支持者喊到：「給薩拉希正義」，於是霍爾蒂與他們爆發鬥毆:
兩三個人倒在地上，他(霍爾蒂)用手抓住另一個人的喉嚨，賞他幾巴掌並吼道:「所以你要背叛祖國嗎?是不是?」攝政王雖孤身一人，卻控制了全場……整件事不僅展現了他對異端的深惡痛絕，也體現了他就是這種個性的人。他都快七十二歲了，甚至都沒想過要找援助來打架，就如一個遇見船員叛亂的船長一樣行事。
1939年5月，霍爾蒂政府頒布第二部反猶太法律，據這部法律，在本法頒布時只要父母和祖父母一方有猶太信仰就被視為猶太人，猶太人不能參與公職且在各院系的比例不能超過12%，且國籍有可能被撤銷，並於同年再次取消農村投票權和出版自由。

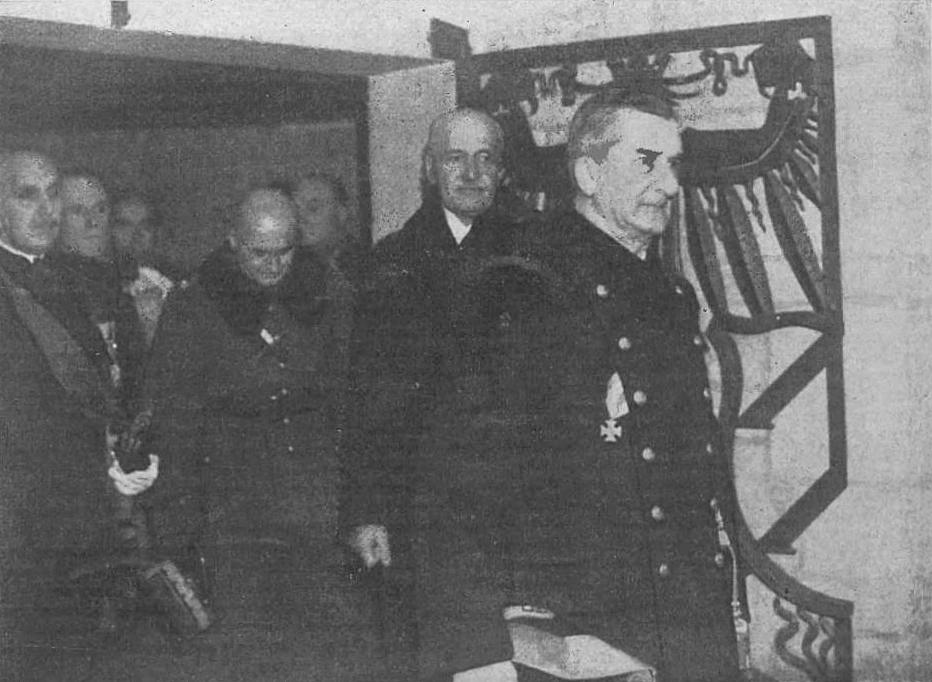
1938年，霍爾蒂、莫希奇茨基和希米格維在波蘭

值得注意的是，匈牙利雖與英法關係日漸緊張，仍與英法的盟友波蘭關係十分友好，這點對日後匈牙利在二戰的表現有一定影響。

#### 與德親近和第一次維也納仲裁

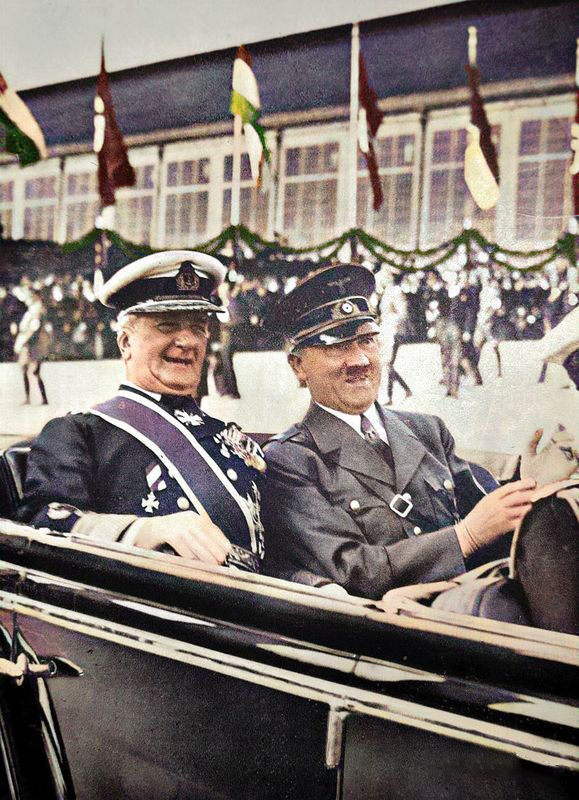
1938年的霍爾蒂與希特勒於柏林

隨著德國透過幾次強硬的外交手段收回失土，取得了國際間的威望，希特勒也想藉此吸引其他一戰戰敗國與其結盟。
曾和英法交涉多年仍在領土方面一無所獲的霍爾蒂也因此受到吸引，這讓他與希特勒建立以同樣目標為導向的合作，希特勒也欲將匈牙利納入法西斯體制的一員，並向他透露日後侵略計畫，然而，霍爾蒂十分反感法西斯主義、種族迫害和戰爭，他一方面試圖藉由希特勒的力量收回失土，卻又在國內打壓希特勒支持的法西斯主義黨派，這讓他和希特勒的私人關係十分緊張和充滿敵意。
1938年8月，霍爾蒂與伊姆雷迪等人訪問德國，希特勒告訴霍爾蒂，他將很快發動對捷克斯洛伐克的侵略，希望匈牙利可以加入，勝利後將給他斯洛伐克全境，霍爾蒂以匈牙利要用和平手段收復失土拒絕了希特勒，並警告希特勒會輸掉世界大戰，因為他沒有海上力量，希特勒聞後怒斥霍爾蒂，最終不歡而散。

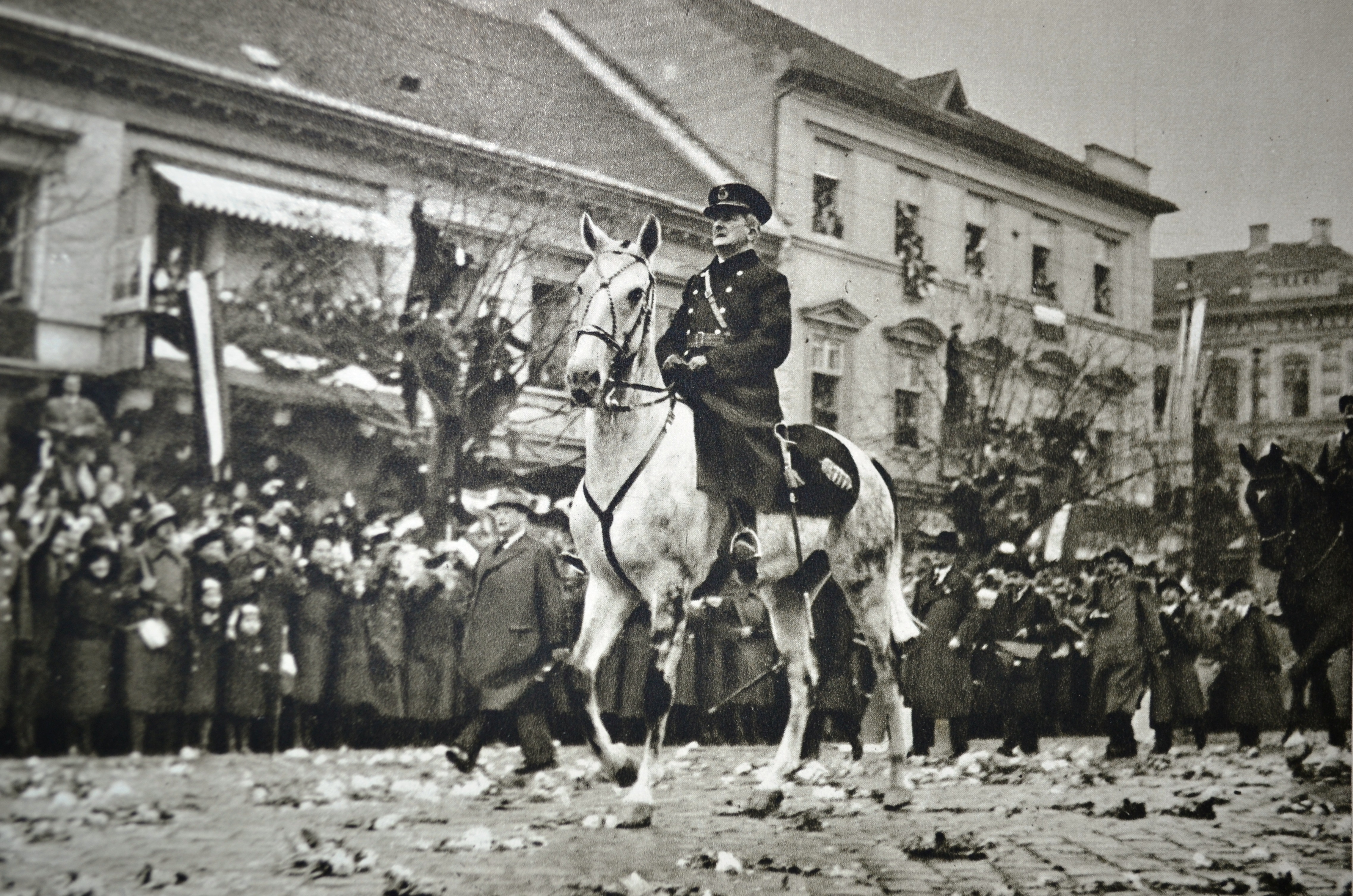
霍爾蒂在收復南斯洛伐克9天後騎馬巡邏科西策

1938年11月2日，德國舉辦維也納仲裁，將斯洛伐克南部和外喀爾巴阡盧西尼亞而非斯洛伐克全境割讓給匈牙利。

#### 家人參政

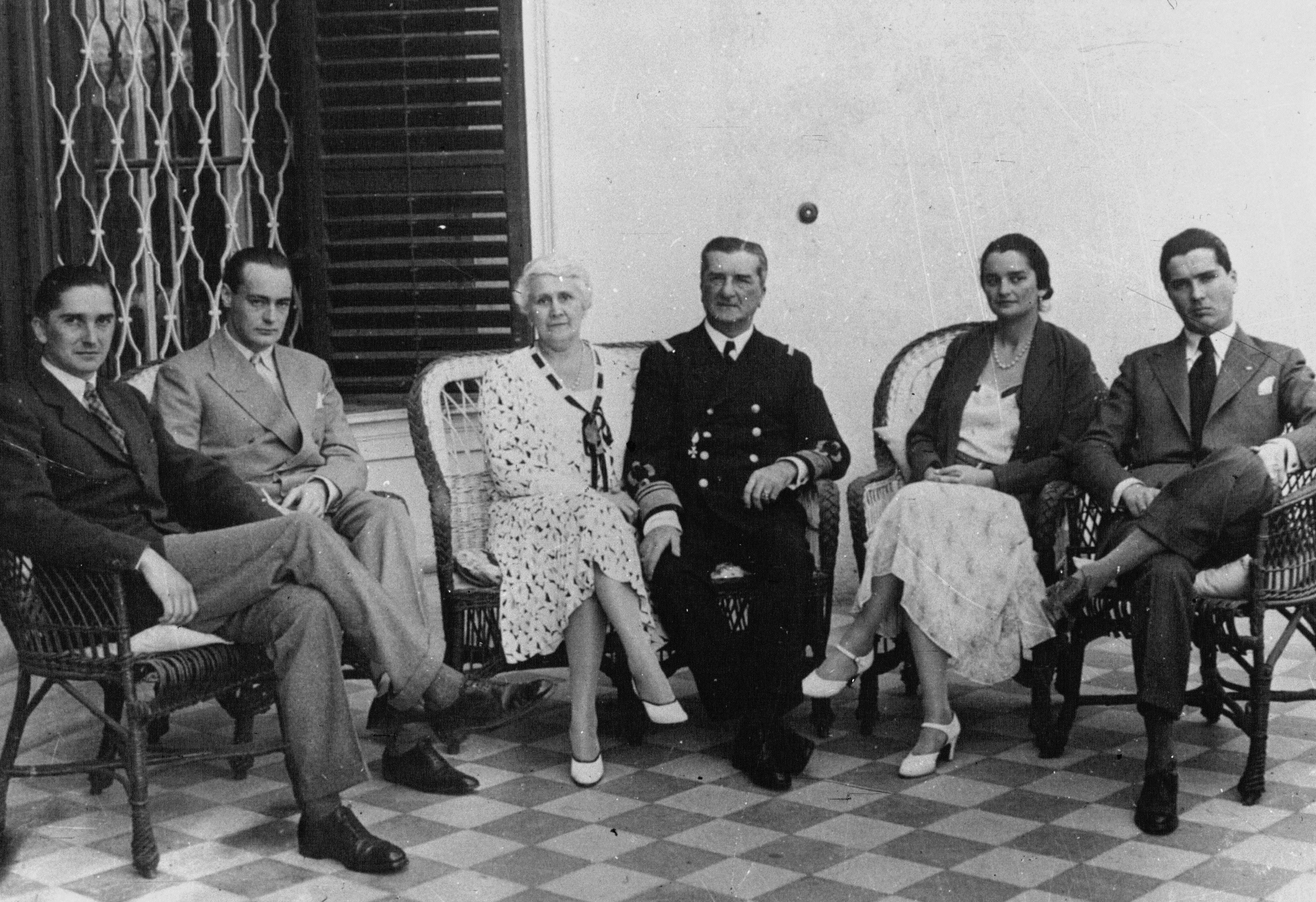
1936年的霍爾蒂一家，從左到右依序是長子伊斯特萬、女婿小卡羅伊·久拉、妻子普格莉·瑪格多娜、本人、次女寶拉、次子小霍爾蒂·米克洛什

霍爾蒂的三個孩子在皇宮中以一種相對較簡樸（在他們生活的布達城堡814房間只有9個房間被使用）的方式長大成人，他們都在政治上秉持更加自由且反對德國的立場，且匈牙利當時流傳認為霍爾蒂夫人瑪格多娜是猶太人的陰謀論，因此其妻兒成為了霍爾蒂政敵的攻擊對象之一。
霍爾蒂的次女寶拉的婚姻在匈牙利政界受到關注，根伯什等政治家希望寶拉能與哈布斯堡王朝大公阿爾布雷希特結婚，但遭阿爾布雷希特拒絕，於是與地主拉茲洛·法伊結婚，這段婚姻並不快樂，最終兩人離婚，而寶拉則在這段婚姻中感染了肺結核，照顧女兒的健康成為了霍爾蒂生活的一部分，寶拉嫁給了出身名門的小卡羅伊·久洛，1930年時，寶拉病情好轉，久拉冒著感染的危險全力照顧妻子，拜訪了從荷蘭到埃及的著名醫生。
霍爾蒂的長子伊斯特萬曾在1928年赴美在福特汽車公司工作，回國後成為了馬瓦格機車廠的工程師，參與了許多工程的開發，例如MÁV Class 424，並在1938年成為了公司總經理，他有強烈的親西方立場，多次公開批評納粹主義。
霍爾蒂的次子小米克洛什則被形容名一位花花公子，並經常陪伴訪問匈牙利的女性，甚至有他與埃及皇太后親密關係的傳言，他在1928年到1930年代擔任過銀行副行長，幾間公司的董事會成員和總經理，1930年代，他在非洲進行了長時間的商務旅行，並在1939年7月成為駐巴西大使，政治上他與其兄姊一樣持溫和的自由保守主義立場，並譴責極端主義和德國的擴張，但其影響力較小。
霍爾蒂的女婿久洛深受岳父的信任，並因其天主教信仰得到政界重視（霍爾蒂一家其他成員是喀爾文教派的信徒，天主教徒為主的匈牙利政界樂見於他的上台），他擔任上議院議員和工程師，他是溫和政治、憲法秩序和親英外交的支持者，並反對極右翼和親德政治，他也是伊斯特萬的摯友。

## 二戰時期

### 維持中立

#### 波蘭戰役

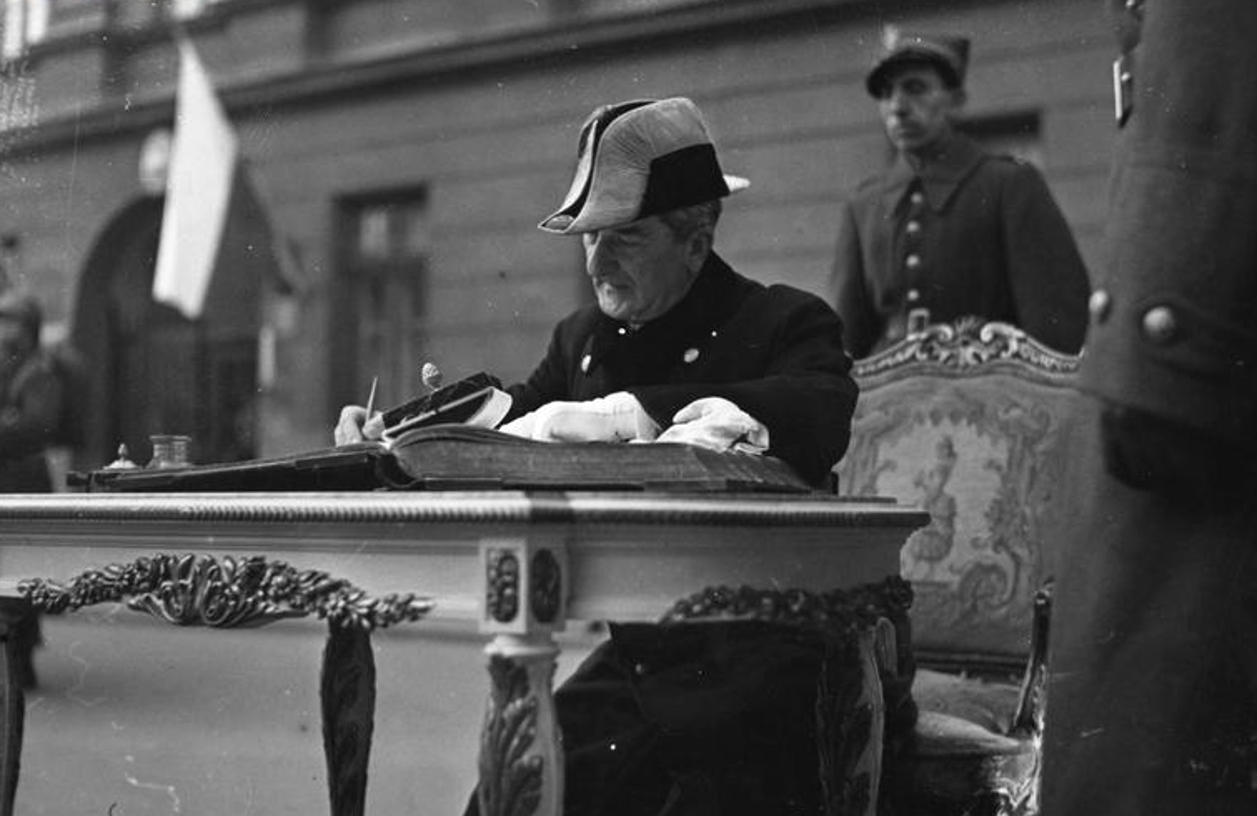
1938年，霍爾蒂訪問波蘭無名烈士墓

1939年9月1日，德國對波蘭的入侵打響了二戰第一槍，霍爾蒂拒絕德國國防軍從匈牙利入侵波蘭的要求，並通告全國要是德軍試圖強行突破邊界線，就炸毀國內的鐵道阻礙德軍行動，波蘭戰敗後，霍爾蒂政府公然反抗希特勒的抗議，接收了150,000名波蘭的平民難民，並秘密批准約35,000位波蘭戰士經由匈牙利逃往法國，他甚至允許波蘭的情報部門在匈牙利設立非正式分支機構，協助波蘭流亡政府與佔領區學校和文化機構的快遞通訊。
霍爾蒂政府也頂住德國施加的壓力，繼續維持波蘭研究所的開設，這個文化機構在波蘭文化在本土受到打壓時能繼續保存和培育，該機構也向波蘭難民提供匈牙利語課程，使其可以在此維持課業，霍爾蒂政府也在匈牙利國內建造了27所波蘭小學和一些中學幫助波蘭學童，這種行為讓他深受德國的抗議。

#### 妥協嘗試
出於對德國的不信任，霍爾蒂與泰萊基在二戰初期不願與德國正式結盟。在霍爾蒂的允許下，泰萊基試圖進行武裝中立，並準備等待德國的侵略時反抗，為了讓匈牙利的武裝部隊能夠在二戰後繼續存在。1940年，政府將錢存進了匈牙利駐美大使館，這一事實表明霍爾蒂在這段時期寧願組建流亡政府也不願被綁在德國的戰車上。
泰萊基的反德政策受到霍爾蒂的支持，他們首先於1940年和南斯拉夫簽訂永久友好條約，又在蘇聯打壓羅馬尼亞時尋求結盟。

考慮到匈牙利在伊姆雷迪時期才通過第一部反猶太法律的，霍爾蒂在與德親近後猶太人態度的轉變十分重要。1940年3月，霍爾蒂給泰萊基寫了一封信表達對猶太人的看法:
關於猶太人問題，我一生都是反猶太主義者，我從未與猶太人接觸過。我認為他們掌握了匈牙利的一切——每間工廠、銀行、巨額財富、企業、劇院、新聞業、商業，猶太人才應該是向國外反映匈牙利的形象。但政府主要的目標是提升生活的水準，我們必須賺取更多財富，所以不可能在一兩年內用那些無能、不值得的且大多數是大嘴巴的分子取代掌握一切的猶太人，這只會讓我們一代人破產。我可能是第一個大聲宣揚反猶太主義的人，但當我們不人道、虐待狂般和毫無意義的羞辱他們時，我無法冷眼旁觀。
作為第二部反猶太法律的延伸，將猶太人排除在公共事務的目標體現在徵兵上，1940年夏天起，動員計畫中部分猶太人和後來的左翼運動工人被徵招入「特殊工人營」到七月中旬，已經有六十個完全由猶太人組成的「特殊工人中隊」。

#### 第二次維也納仲裁

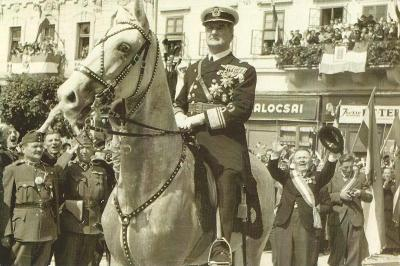
霍爾蒂在收復北特蘭希瓦尼亞6天後騎馬巡邏薩土馬雷

第二次世界大戰爆發後，匈牙利和羅馬尼亞政府試圖追隨德義日締結的三國同盟條約以收復失土，這兩個國家本身存在的領土衝突更讓兩國的領導人爭取德國在外凡尼西亞領土爭議上對自己的支持，羅馬尼亞的軍人揚·安東內斯庫發動政變奪權後，滿足了德國的一些需求，使德國與羅馬尼亞更加親近，霍爾蒂卻堅持用相對種族寬容、民主體制與和平的政策領導匈牙利，屢次得罪希特勒，遭遇國內外的不少反對。
1940年8月30日，第二次維也納仲裁在美景宮召開，德國為滿足匈牙利領土收復主義需求以拉攏霍爾蒂，將北特蘭希瓦尼亞劃給匈牙利，此後，霍爾蒂逐漸傾向與德合作。

### 不安的聯盟

#### 參加二戰
隨著德國閃電般的取得勝利，霍爾蒂開始相信德國會贏得二戰，而他認為與德國合作就能奪回特里亞農條約失去的領土，在1940年11月20日簽訂三國同盟條約，成為軸心國的一員，與德國的貿易使匈牙利失業問題得到緩解。1941年初，德國開始準備入侵南斯拉夫，希特勒通過駐德大使斯托堯伊·德邁像霍爾蒂提議參與入侵的事宜，並告訴霍爾蒂「想拿多少就拿多少」，霍爾蒂大多同意，弗里德里希·保盧斯將軍抵達布達佩斯與匈牙利參謀長維爾特·亨里克商討作戰計畫，最終擬定一個「派遣匈牙利軍團的三個旅在多瑙河以西從巴拉頓湖到巴爾奇，並派出十二個旅（前線九個，預備隊三個）在巴奇卡（Bácska）發動進攻。多瑙河艦隊負責掩護側翼，空軍負責聽命待命。由第8軍、第1山地旅和第8邊防（獵騎兵）旅組成的“喀爾巴阡山脈群”在蘇聯邊境動員起來，機動軍作為預備隊」，4月2日，德軍參謀人員來到布達佩斯，英國通知匈牙利「要是德國部署在匈牙利的軍隊參加入侵南斯拉夫則匈牙利會被視為敵人」，4月3日，泰萊基自殺，霍爾蒂立刻下令取消除邊境防衛和機動部隊的動員，導致維爾特辭職，於是霍爾蒂又授權了動員才讓維爾特取消辭職，霍爾蒂當晚通知希特勒「匈牙利將會遵守與南斯拉夫的友好條約，除非克羅埃西亞獨立或南斯拉夫不復存在」。
4月6日，南斯拉夫戰役開始，霍爾蒂卻故意拖延原定計畫，直到4月10日霍爾蒂與新任首相巴爾道西·拉斯洛基於克羅埃西亞獨立國的成立宣布南斯拉夫王國已不復存在，根據聲明「匈牙利軍隊將採取行動保護居住在南部地區的匈牙利人免受四月戰爭的無政府狀態影響」，並在4月11日開始入侵，4月17日，南斯拉夫政府與德國和義大利簽訂停戰協議時，匈牙利並未簽署，理由是匈牙利沒有和南斯拉夫開戰，隨後匈牙利獲得了巴奇卡、穆拉赫茲和德拉瓦科茲，由於拖延，希特勒不同意吞併更多領土，12月14日，這些領土以南方領土 （Délvidék）的名義併入匈牙利領土。

#### 入侵蘇聯
為什麼蒙古人、吉爾吉斯人、巴什基爾人和其他人需要成為俄羅斯人?如果我們把今天存在的蘇維埃加盟共和國變成獨立國家，這個問題就會得到解決。幾週之內，德國軍隊就可以完成這項對全人類最重要的工作。
——霍爾蒂，1941年
1941年6月22日，巴巴羅薩行動開始，這讓匈牙利政府處於一種進退兩難的局面，對匈牙利有領土要求的羅馬尼亞和斯洛伐克已參戰，要是軸心國贏得二戰將讓匈牙利處於一個極其不利的位置。對德國而言，希特勒並不指望匈牙利參戰，但德國軍方認為有必要，因為蘇聯可以襲擊薄弱的匈牙利軍隊威脅到德軍，6月23日，蘇聯外交部長維亞切斯拉夫·莫洛托夫向匈牙利駐莫斯科大使保證蘇聯的和平意圖和對匈牙利修約主義的支持，但匈牙利軍方則對政府施壓，6月26日，匈牙利的科希策遭到飛機轟炸，情報表明是蘇聯策畫的，隨後匈牙利向蘇聯宣戰，霍爾蒂後來在回憶錄中表示這些都是巴爾道西處理的，但巴爾道西聲稱他有通知霍爾蒂。

#### 德匈矛盾
霍爾蒂和匈牙利士兵的行動是希特勒佔領下的歐洲唯一動用德國盟國正規軍拯救猶太人的案例。我認為這是不可能的；我以為這是虛假報導或者我在做夢————但幾週後拉卡托什·蓋扎斯禁止我進入匈牙利。
——阿道夫·艾希曼在耶路撒冷法庭上的證詞，1961年
霍爾蒂與希特勒之間的矛盾很大程度上在於對猶太人的處置問題，霍爾蒂在1944年前成功保護了匈牙利國籍的猶太人，但對於佔領區和猶太人難民的處理措施則飽受爭議，1942年1月，匈牙利國民警衛隊在德軍要求下在新收復的巴奇卡展開針對猶太人的屠殺，導致3,500人罹難，霍爾蒂政府知道後，決定處決參與者，但他們卻在德國幫助下加入黨衛軍。
霍爾蒂雖在1939年到1941年為從德國、奧地利、捷克斯洛伐克和波蘭逃往匈牙利的難民提供了避難所，但他並沒有同等幫助猶太人逃亡者，1941年夏天，在匈牙利政府合作下，160,000-180,000位無匈牙利國籍的猶太人被送往加利西亞，1942年，安東內斯庫元帥的羅馬尼亞軍隊和鐵衛團對猶太人進行屠殺，7萬名猶太人逃往匈牙利，直到德國佔領才遭驅逐。
儘管霍爾蒂政府對猶太人有一定限制，但納粹黨的人民觀察家報經常諷刺霍爾蒂對猶太人的態度，以下是參戰後猶太人遭到的限制:匈牙利軍隊中由猶太人和不被信任者組成的特殊工人中隊被要求進行「輔助服務」，他們被迫負責射擊陣地、掩體、道路等工事的修建、鐵絲網和坦克陷阱的安裝和地雷的排除，並配置較差的口糧和制服。
霍爾蒂在二戰後對匈牙利猶太人與猶太難民的態度與1938年前相差甚遠，一些觀點認為霍爾蒂需要向希特勒證明自己的反猶太觀點以避免匈牙利猶太人遭驅逐，霍爾蒂本人在回憶錄中寫道：「直到八月，我才知道有關滅絕營可怕真相的秘密資訊」，一些歷史學家認為霍爾蒂相信「猶太人被送往難民營工作，戰後可以回來匈牙利」。

### 統治後期
1942年起，東線戰場節節敗退，霍爾蒂也意識到軸心國將會戰敗，於是他以通過第三部反猶太法律  、反對抵抗德國、拒絕讓他兒子繼承攝政王職位、不經他同意就向美國宣戰、駐蘇匈軍傷亡過高等理由免職巴爾道西，在貝特倫推薦下讓有「第二個貝特倫」之稱聯合黨籍外交部長卡雷·米克洛什為首相，霍爾蒂與卡雷希望美國領導的西線盟軍能率先開闢巴爾幹戰線並保護匈牙利免受蘇聯佔領，於是卡雷透過波蘭流亡政府向英國進行接觸，恢復共產黨外的左翼政黨參政權，並以人道主義和猶太人不可或缺的作用拒絕讓猶太人被驅逐或戴上猶太星，他們先在1943年2月7日派遣阿爾伯特·聖捷爾吉赴伊斯坦堡與英美進行談判，捷克總統愛德華·貝奈斯協助匈牙利向西方宣傳他們的和平企圖，又於義大利投降後讓韋雷斯·拉斯洛簽署停戰協定，這種行為導致希特勒不滿，要求霍爾蒂更換首相，然而，這次霍爾蒂堅守了他的信念，拒絕更換首相，希特勒鑒於先前義大利倒台的案例，決定將1940年制定的入侵匈牙利的行動付諸執行，於是希特勒先是送給霍爾蒂一艘遊艇作為75歲生日禮物佯作友好，1943年9月30日，德國參謀部提出瑪格麗特行動並將計畫定於1944年3月18日，霍爾蒂夫婦一早乘坐專用列車抵達奧地利的薩爾茲堡，並設法阻止代表團的外界通訊以防止他們得知計畫並指揮抵抗，夜間10點，德國的四個集團軍群開始行動，隔日，他們征服了匈牙利國土。

### 起義及失敗被俘
霍爾蒂在3月19日回到祖國後，驚覺自己統治24年的國家已被德軍踏平，而德國黨衛軍成員埃德蒙德·費森邁爾以全權代表成為德佔匈牙利的實際領袖，隨之同日到來的還有阿道夫·艾希曼，卡萊要求霍爾蒂不要辭職否則服務德國人的劍十字黨上台會危害到猶太人，霍爾蒂因此和維森邁爾就首相問題談判，將德國青睞的反猶太首相伊姆雷迪替換為斯托堯伊，然而，斯托堯伊充其量也只是維森邁爾的傀儡，配合黨衛軍對匈牙利反德份子和猶太人的屠殺，霍爾蒂試圖挽回更多猶太人的生命，於是他在7月發起一項透過紅十字會將匈牙利猶太人疏散至巴勒斯坦和瑞典的計畫，史稱霍爾蒂提案，7月18日，匈牙利外交部致函瑞士駐布達佩斯大使館，提議救援組織將援助送往隔離區和集中營，紅十字會向匈牙利保證提供援助並協助疏離3萬人，但最終因英國和美國的拖延而直到霍爾蒂遭推翻也無法實現，據以色列猶太大屠殺紀念館所說，努力並沒有白費，霍爾蒂的提議對匈牙利猶太人救援活動產生重大影響  。
除了霍爾蒂本人主持的救援活動外，這段時間也有一些相關活動是在霍爾蒂支持或默許下得以實施的，例如卡茲特納·雷茲主導的卡茲特納列車對猶太人的救援和匈牙利軍隊在華沙起義中的救援活動。
1944年8月23日，八二三武裝起義的成功讓羅馬尼亞加入同盟國，在匈牙利國內宣告德國的失敗，這讓霍爾蒂為首的反德派鞏固其地位，霍爾蒂決定效法米哈伊一世發動一場讓匈牙利回到正軌的起義驅逐德國的勢力，首先他讓洛格特什·蓋扎取代親德首相斯托堯伊的職務，再授意內政部長克里斯茨-費斯切·費倫茨搜捕反對派，旋即重組政府替換親德部長和要求艾希曼停止驅逐行動，從而解救湧入布達佩斯的25萬名猶太人，並積極派遣法拉戈·加博爾將軍組織的初步停戰委員會前往莫斯科交涉，最終與蘇聯在10月11日簽訂停戰協議。
10月15日早上，奧托·斯科爾茲內發動米老鼠行動綁架霍爾蒂次子小米克洛什，同時間霍爾蒂正在他的城堡裡主持皇家政府會議，由於政府會議中有很多忠於德國的部長且將會議中的言論紀錄給維森邁爾以輸誠，於是霍爾蒂將會議室的大門微微敞開，安排他的兒媳埃德爾久姆-久萊·伊洛娜站在外面觀察他們，當霍爾蒂說出停戰時，伊洛娜立刻向城堡裡的匈牙利廣播電台做一個手勢，電台隨即中斷廣播，向全國宣讀攝政王的公告，其中如此描述與蘇停戰「我們要求我們的對手停火併停止針對他們的敵對行動」並且提到了德國在匈牙利犯下的罪行，公告總結道：
我呼籲所有有誠實思想的匈牙利人追隨我，走上拯救匈牙利民族的犧牲道路

這晚過得相當平靜。早上十點半左右，奶奶來到了媽媽那裡，告訴她中午十二點電台會播報，爺爺將向俄羅斯人要求停火。媽媽對我們表示震驚，說這會帶來極大的麻煩。有趣的是，媽媽是瓦爾城唯一一個堅稱認為瓦爾城無法抵擋德國人的人。她一再強調，許多人將白白犧牲，因為結局是毫無疑問的：德國人會在幾個小時之內攻佔瓦爾城。可惜沒有人支持她的觀點，甚至可憐的爺爺也說過並相信，他能堅守下去，直到獲得援助。
——霍爾蒂的孫女佐菲亞對1944年10月15日的描述
然而，這次行動因訊息傳達的滯礙難行導致難以挽回的敗局，霍爾蒂事先只有先向左翼的匈牙利陣線解釋計畫，軍隊對此一無所知，總參謀部甚至在行動開始時甚至未將霍爾蒂的指令傳給軍方，而是下令他們繼續與蘇聯作戰，反觀德國早在10月初就已通知薩拉希的箭十字黨做好準備，並連繫軍隊中的親德派在起義時阻饒霍爾蒂的計畫，第一集團軍統帥米克洛什·貝洛只好率部逃往蘇聯，第二軍團軍統帥則遭德國逮捕。
當天下午，德國坦克出現在布達佩斯的街道下，隨後佔據了戰略要點，只剩下霍爾蒂的護衛隊仍在有系統的抵抗，晚些時候，維森邁爾的黨衛軍抓住霍爾蒂並把他帶到武裝黨衛軍辦公室，維森邁爾告訴霍爾蒂，他若不放棄停戰協議並退位，他的兒子就會在明天早上被處決，霍爾蒂明白德國需要他的威望印記以繼續統治，但還是在隔天撤銷與蘇停戰聲明並正式退位，隨後薩拉希在匈牙利掌權，並在宣傳中將霍爾蒂稱為「猶太人的傭兵、匈牙利的叛徒攝政王」。

### 退位後
霍爾蒂與他的妻子、兒媳和孫子被關押在黨衛軍看守的巴伐利亞的希爾施貝格城堡，他的次子被關押在毛肯豪森集中營，他的二兒媳出於安全考量帶著他的兩個孫女逃往別處，他的其他親友也遭到德國的抓捕和清算，他們受到嚴格監控，並被禁止與外界有接觸，甚至收不到紅十字會的信，12月起，他們的照顧變得越來越差甚至因而挨餓，他的弟弟耶諾自願向德國自首加入米克洛什一家並藉機把收音機帶給他們好讓他們了解外部局勢。
1945年3月，海因里希·希姆萊下令，一旦盟軍逼近城堡就處決霍爾蒂一家，所幸黨衛軍上校克萊因抵抗才阻止了此次行動，美軍靠近時，黨衛軍便穿上便服解散。
1945年5月1日，美國軍隊抵達城堡附近並俘虜了霍爾蒂，他跟其他匈牙利人一起關押，並從中得知匈牙利遭蘇聯佔領，但直到5月8日才知道兒子倖存。

## 晚年

### 擔任證人
二戰結束後，針對戰犯的審判如火如荼的展開，不過美國乃至蘇聯領袖約瑟夫·史達林都反對審判霍爾蒂，只有南斯拉夫的提托要求審判，霍爾蒂先後被關押在斯帕、威斯巴登和法蘭克福的戰俘營，6月，他寫信給英國首相溫斯頓·邱吉爾和英王喬治六世要求給匈牙利一個更公平的處置，但外交人員沒有協助送信，8月起，他開始在紐倫堡審判中擔任證人，9月，他被關押到紐倫堡監獄並與他的兒子重聚，他的老友蒙哥馬利動用影響力後，霍爾蒂最終得以在12月17日獲釋。

### 流亡生活
我的思緒從大西洋沿岸不斷地回到多瑙河-蒂薩河畔，我甜蜜的祖國，對我來說，即使是世界上最美麗的國家也無法取代。在這裡，我每天都能看到大海，這是我在原來的職業中非常熱愛的生活元素，我很享受它。大海深邃無邊……但我對祖國有更深的熱愛，對匈牙利土地和匈牙利人民有更強烈的嚮往！
——霍爾蒂的回憶錄
1945年12月起，霍爾蒂一家人生活在巴伐利亞的魏爾海姆鎮，他又在1948年3月參加對維森邁爾的審判，6月時他拒絕了扎科·安德拉斯將軍的邀請出任匈牙利戰士組織的領袖。期間他們基本上靠著他本人熟識的梵蒂岡教宗庇護十二世和蒙哥馬利及其作為大使的繼承人赫伯特·佩爾的財政捐助維生，1949年，蒙哥馬利成立基金為這個家庭提供經濟支持，主要由霍爾蒂的朋友喬林·費倫茨和律師帕蒂·拉斯洛 （László Pathy）在內的猶太人響應，為了照顧他健康狀況惡化的妻子，霍爾蒂一家得益於其次子的聯繫移民到葡萄牙海濱小鎮埃斯托里爾，據其兒媳所說，他們一直得到蒙哥馬利及其召集的猶太人籌集資金。
1952年8月20日，霍爾蒂以尼古拉斯·馮·霍爾蒂的名義用德語完成了他的自傳《為匈牙利的一生》（Ein Leben für Ungarn ），書中講述了他從青年時期到二戰結束的許多個人經歷。他聲稱，在認識希特勒的大部分時間裡，他都不信任希特勒，並試圖採取最好的行動，任命他的國家最好的官員。他還強調了匈牙利自第一次世界大戰結束以來受到許多其他國家的虐待。霍爾蒂是少數在戰爭中倖存下來並撰寫戰後回憶錄的軸心國國家元首之一，該書先後在1953年、1954年、1955年和1957年出版成匈牙利語版、德語版、法語版、芬蘭語版和英語版。

### 逝世
匈牙利人民，特別是馬札爾農民，是道德高尚的。如果作為我們民族的脊樑的農民，即使在恐怖和亡國的時代，仍能夠成功地維持住其久經考驗的、數百年歷史的民族意識、道德操守、尚武勇氣和勞動樂趣。如果他們能拒絕聽從那些宣揚階級仇恨、挑起群眾激情的政治煽動者的話，那麼，匈牙利將再某一天重獲自由。為了捍衛和保護她，我奉獻了我的一生。
——霍爾蒂的回憶錄

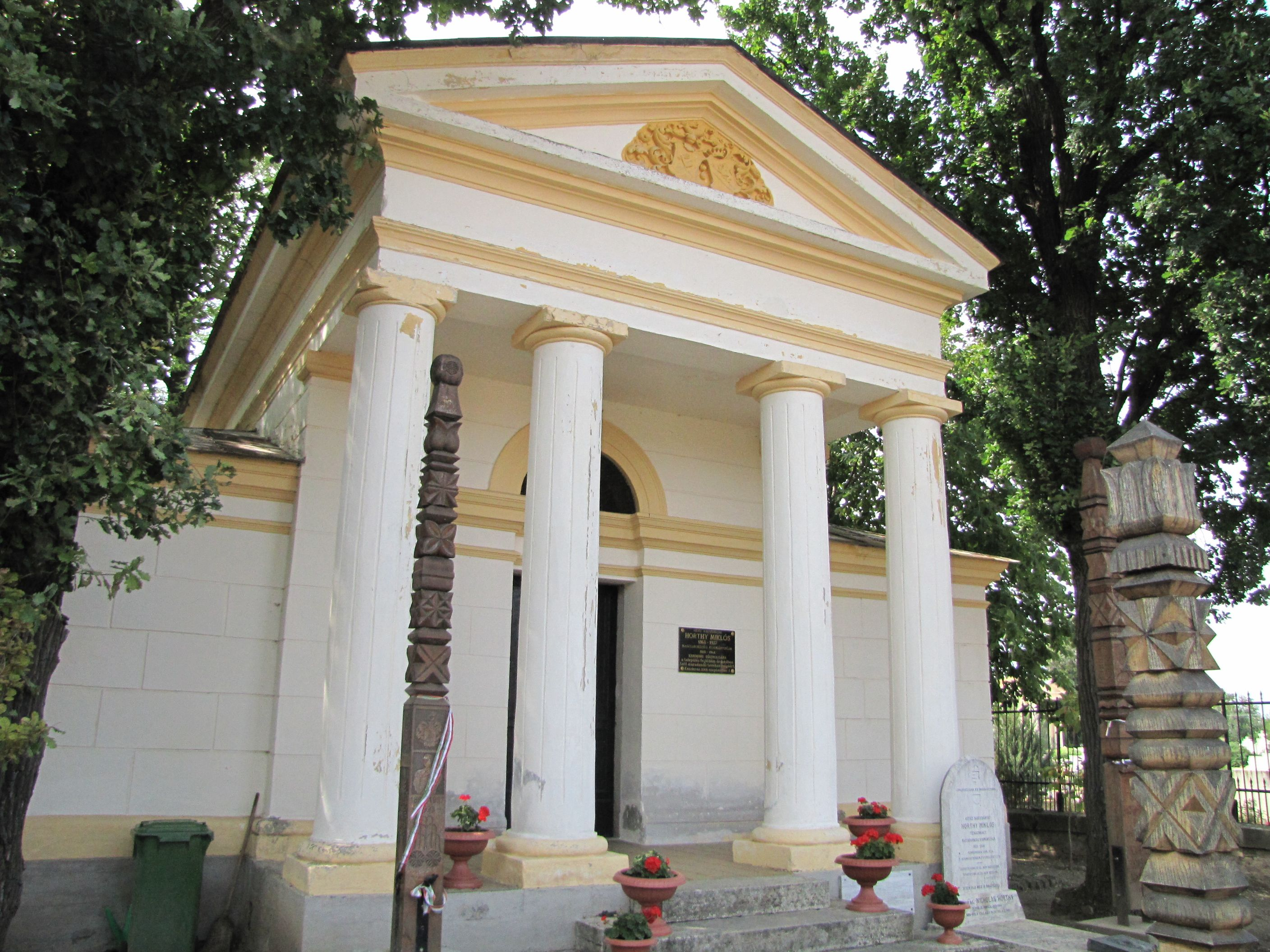
霍爾蒂家族教堂墓園

1956年匈牙利革命發生後，霍爾蒂受到鼓舞，然而，當革命失敗後一向硬朗的霍爾蒂在精神和健康上受到重創，但未被診斷出健康上的問題，他收留了一名13歲的難民，他到1957年過世時都未能再踏上匈牙利國土，其過世前更是囑咐家人「直到最後一個俄國士兵離開匈牙利國土之前不得將自己的遺骸運回匈牙利國土安葬」。直到1990年匈牙利社会主义工人党下台之后，1993年霍爾蒂的遺骸才歸葬匈牙利故鄉。

## 個人生活

### 祖先
| \| \| \| \| \| \| \| \| \| \| \| \| \| \| \| \| \| \| \| \| 瑙吉巴尼奧的霍爾蒂·拉斯洛 \| \| \| \| \| \| \| \| \| \| \| \| \| \| \| \| \| \| \| \| \| \| \| \| \| \| \| \| \| \| \| \| \| \| \| \| \| \| \| \| \| \| \| \| \| \| \| \| \| \| \| \| \| \| 瑙吉巴尼奧的霍爾蒂·拉斯洛 \| \| \| \| \| \| \| \| \| \| \| \| \| \| \| \| \| \| \| \| \| \| \| \| \| \| \| \| \| \| \| \| \| \| \| \| \| \| \| \| \| \| \| \| \| \| \| \| \| \| \| \| \| \| 蘇尼奧堤的蘇尼奧蒂·克拉拉 \| \| \| \| \| \| \| \| \| \| \| \| \| \| \| \| \| \| \| \| \| \| \| \| \| \| \| \| \| \| \| \| \| \| \| \| \| \| \| \| \| \| \| \| \| \| \| \| \| \| \| \| \| \| 瑙吉巴尼奧的霍爾蒂·伊斯特萬 \| \| \| \| \| \| \| \| \| \| \| \| \| \| \| \| \| \| \| \| \| \| \| \| \| \| \| \| \| \| \| \| \| \| \| \| \| \| \| \| \| \| \| \| \| \| \| \| \| \| \| \| \| \| 索爾諾克的亞米·拉斯諾 \| \| \| \| \| \| \| \| \| \| \| \| \| \| \| \| \| \| \| \| \| \| \| \| \| \| \| \| \| \| \| \| \| \| \| \| \| \| \| \| \| \| \| \| \| \| \| \| \| \| \| \| \| \| 索爾諾克的亞米·安娜 \| \| \| \| \| \| \| \| \| \| \| \| \| \| \| \| \| \| \| \| \| \| \| \| \| \| \| \| \| \| \| \| \| \| \| \| \| \| \| \| \| \| \| \| \| \| \| \| \| \| \| \| \| \| 梅澤特萊格的薩納迪·伊洛娜 \| \| \| \| \| \| \| \| \| \| \| \| \| \| \| \| \| \| \| \| \| \| \| \| \| \| \| \| \| \| \| \| \| \| \| \| \| \| \| \| \| \| \| \| \| \| \| \| \| \| \| \| \| \| 瑙吉巴尼奧的霍爾蒂·伊斯特萬 \| \| \| \| \| \| \| \| \| \| \| \| \| \| \| \| \| \| \| \| \| \| \| \| \| \| \| \| \| \| \| \| \| \| \| \| \| \| \| \| \| \| \| \| \| \| \| \| \| \| \| \| \| \| 白澤克的布凱·拉斯洛 \| \| \| \| \| \| \| \| \| \| \| \| \| \| \| \| \| \| \| \| \| \| \| \| \| \| \| \| \| \| \| \| \| \| \| \| \| \| \| \| \| \| \| \| \| \| \| \| \| \| \| \| \| \| 白澤克的布凱·西蒙 \| \| \| \| \| \| \| \| \| \| \| \| \| \| \| \| \| \| \| \| \| \| \| \| \| \| \| \| \| \| \| \| \| \| \| \| \| \| \| \| \| \| \| \| \| \| \| \| \| \| \| \| \| \| 皮爾斯的西拉西·蘇薩娜 \| \| \| \| \| \| \| \| \| \| \| \| \| \| \| \| \| \| \| \| \| \| \| \| \| \| \| \| \| \| \| \| \| \| \| \| \| \| \| \| \| \| \| \| \| \| \| \| \| \| \| \| \| \| 白澤克的布凱·阿美莉亞 \| \| \| \| \| \| \| \| \| \| \| \| \| \| \| \| \| \| \| \| \| \| \| \| \| \| \| \| \| \| \| \| \| \| \| \| \| \| \| \| \| \| \| \| \| \| \| \| \| \| \| \| \| \| 羅飛的巴爾拜利·米哈伊 \| \| \| \| \| \| \| \| \| \| \| \| \| \| \| \| \| \| \| \| \| \| \| \| \| \| \| \| \| \| \| \| \| \| \| \| \| \| \| \| \| \| \| \| \| \| \| \| \| \| \| \| \| \| 羅飛的巴爾拜利·芭芭拉 \| \| \| \| \| \| \| \| \| \| \| \| \| \| \| \| \| \| \| \| \| \| \| \| \| \| \| \| \| \| \| \| \| \| \| \| \| \| \| \| \| \| \| \| \| \| \| \| \| \| \| \| \| \| 科洛納丹義的納達尼·伊莉莎白 \| \| \| \| \| \| \| \| \| \| \| \| \| \| \| \| \| \| \| \| \| \| \| \| \| \| \| \| \| \| \| \| \| \| \| \| \| \| \| \| \| \| \| \| \| \| \| \| \| \| \| \| \| \| 瑙吉巴尼奧的霍爾蒂·米克洛什 \| \| \| \| \| \| \| \| \| \| \| \| \| \| \| \| \| \| \| \| \| \| \| \| \| \| \| \| \| \| \| \| \| \| \| \| \| \| \| \| \| \| \| \| \| \| \| \| \| \| \| \| \| \| 代沃瓦尼奧的哈拉西·馬東 \| \| \| \| \| \| \| \| \| \| \| \| \| \| \| \| \| \| \| \| \| \| \| \| \| \| \| \| \| \| \| \| \| \| \| \| \| \| \| \| \| \| \| \| \| \| \| \| \| \| \| \| \| \| 代沃瓦尼奧的哈拉西·卡羅伊·約瑟夫 \| \| \| \| \| \| \| \| \| \| \| \| \| \| \| \| \| \| \| \| \| \| \| \| \| \| \| \| \| \| \| \| \| \| \| \| \| \| \| \| \| \| \| \| \| \| \| \| \| \| \| \| \| \| 赫維什州的拉科維斯基·瑪麗亞 \| \| \| \| \| \| \| \| \| \| \| \| \| \| \| \| \| \| \| \| \| \| \| \| \| \| \| \| \| \| \| \| \| \| \| \| \| \| \| \| \| \| \| \| \| \| \| \| \| \| \| \| \| \| 代沃瓦尼奧的哈拉西·約瑟夫·馬東·帕爾·卡羅伊·文斯 \| \| \| \| \| \| \| \| \| \| \| \| \| \| \| \| \| \| \| \| \| \| \| \| \| \| \| \| \| \| \| \| \| \| \| \| \| \| \| \| \| \| \| \| \| \| \| \| \| \| \| \| \| \| 楚齊和普斯塔森特米哈伊的楚齊·約瑟夫 \| \| \| \| \| \| \| \| \| \| \| \| \| \| \| \| \| \| \| \| \| \| \| \| \| \| \| \| \| \| \| \| \| \| \| \| \| \| \| \| \| \| \| \| \| \| \| \| \| \| \| \| \| \| 楚齊和普斯塔森特米哈伊的楚齊·安東尼婭·芭芭拉 \| \| \| \| \| \| \| \| \| \| \| \| \| \| \| \| \| \| \| \| \| \| \| \| \| \| \| \| \| \| \| \| \| \| \| \| \| \| \| \| \| \| \| \| \| \| \| \| \| \| \| \| \| \| 巴柯奇的羅斯蒂·特雷西亞，羅斯蒂·伊斯特萬（匈牙利语：Rosty István (vasi alispán)）的孫女 \| \| \| \| \| \| \| \| \| \| \| \| \| \| \| \| \| \| \| \| \| \| \| \| \| \| \| \| \| \| \| \| \| \| \| \| \| \| \| \| \| \| \| \| \| \| \| \| \| \| \| \| \| \| 代沃瓦尼奧的哈拉西·寶拉·亞歷珊德拉·卡特琳·約瑟菲 \| \| \| \| \| \| \| \| \| \| \| \| \| \| \| \| \| \| \| \| \| \| \| \| \| \| \| \| \| \| \| \| \| \| \| \| \| \| \| \| \| \| \| \| \| \| \| \| \| \| \| \| \| \| 約翰·捷爾伯（加貝?） \| \| \| \| \| \| \| \| \| \| \| \| \| \| \| \| \| \| \| \| \| \| \| \| \| \| \| \| \| \| \| \| \| \| \| \| \| \| \| \| \| \| \| \| \| \| \| \| \| \| \| \| \| \| 加貝·伊莉莎白 \| \| \| \| \| \| \| \| \| \| \| \| \| \| \| \| \| \| \| \| \| \| \| \| \| \| \| \| \| \| \| \| \| \| \| \| \| \| \| \| \| \| \| \| \| \| \| \| \| \| \| \| \| \| 德雷莎·施耐德 \| \| \| \| \| \| \| \| \| \| \| \| \| \| \| \| \| \| \| \| \| \| \| \| \| \| \| \| \| \| \| \| \| \| \| \| \| \| \| \| \| \| \| \| \| \| \| \| \| \| \| \| |                                                  |  |  |  |  |  |  |  |  |  |  |  |  |  |  |  |
| |                                                  |  |  |  |  |  |  |  |  |  |  |  |  |  |  |  |
| | 瑙吉巴尼奧的霍爾蒂·拉斯洛                        |  |  |  |  |  |  |  |  |  |  |  |  |  |  |  |
| |                                                  |  |  |  |  |  |  |  |  |  |  |  |  |  |  |  |
| |                                                  |  |  |  |  |  |  |  |  |  |  |  |  |  |  |  |
| | 瑙吉巴尼奧的霍爾蒂·拉斯洛                        |  |  |  |  |  |  |  |  |  |  |  |  |  |  |  |
| |                                                  |  |  |  |  |  |  |  |  |  |  |  |  |  |  |  |
| |                                                  |  |  |  |  |  |  |  |  |  |  |  |  |  |  |  |
| | 蘇尼奧堤的蘇尼奧蒂·克拉拉                        |  |  |  |  |  |  |  |  |  |  |  |  |  |  |  |
| |                                                  |  |  |  |  |  |  |  |  |  |  |  |  |  |  |  |
| |                                                  |  |  |  |  |  |  |  |  |  |  |  |  |  |  |  |
| | 瑙吉巴尼奧的霍爾蒂·伊斯特萬                      |  |  |  |  |  |  |  |  |  |  |  |  |  |  |  |
| |                                                  |  |  |  |  |  |  |  |  |  |  |  |  |  |  |  |
| |                                                  |  |  |  |  |  |  |  |  |  |  |  |  |  |  |  |
| | 索爾諾克的亞米·拉斯諾                            |  |  |  |  |  |  |  |  |  |  |  |  |  |  |  |
| |                                                  |  |  |  |  |  |  |  |  |  |  |  |  |  |  |  |
| |                                                  |  |  |  |  |  |  |  |  |  |  |  |  |  |  |  |
| | 索爾諾克的亞米·安娜                              |  |  |  |  |  |  |  |  |  |  |  |  |  |  |  |
| |                                                  |  |  |  |  |  |  |  |  |  |  |  |  |  |  |  |
| |                                                  |  |  |  |  |  |  |  |  |  |  |  |  |  |  |  |
| | 梅澤特萊格的薩納迪·伊洛娜                        |  |  |  |  |  |  |  |  |  |  |  |  |  |  |  |
| |                                                  |  |  |  |  |  |  |  |  |  |  |  |  |  |  |  |
| |                                                  |  |  |  |  |  |  |  |  |  |  |  |  |  |  |  |
| | 瑙吉巴尼奧的霍爾蒂·伊斯特萬                      |  |  |  |  |  |  |  |  |  |  |  |  |  |  |  |
| |                                                  |  |  |  |  |  |  |  |  |  |  |  |  |  |  |  |
| |                                                  |  |  |  |  |  |  |  |  |  |  |  |  |  |  |  |
| | 白澤克的布凱·拉斯洛                              |  |  |  |  |  |  |  |  |  |  |  |  |  |  |  |
| |                                                  |  |  |  |  |  |  |  |  |  |  |  |  |  |  |  |
| |                                                  |  |  |  |  |  |  |  |  |  |  |  |  |  |  |  |
| | 白澤克的布凱·西蒙                                |  |  |  |  |  |  |  |  |  |  |  |  |  |  |  |
| |                                                  |  |  |  |  |  |  |  |  |  |  |  |  |  |  |  |
| |                                                  |  |  |  |  |  |  |  |  |  |  |  |  |  |  |  |
| | 皮爾斯的西拉西·蘇薩娜                            |  |  |  |  |  |  |  |  |  |  |  |  |  |  |  |
| |                                                  |  |  |  |  |  |  |  |  |  |  |  |  |  |  |  |
| |                                                  |  |  |  |  |  |  |  |  |  |  |  |  |  |  |  |
| | 白澤克的布凱·阿美莉亞                            |  |  |  |  |  |  |  |  |  |  |  |  |  |  |  |
| |                                                  |  |  |  |  |  |  |  |  |  |  |  |  |  |  |  |
| |                                                  |  |  |  |  |  |  |  |  |  |  |  |  |  |  |  |
| | 羅飛的巴爾拜利·米哈伊                            |  |  |  |  |  |  |  |  |  |  |  |  |  |  |  |
| |                                                  |  |  |  |  |  |  |  |  |  |  |  |  |  |  |  |
| |                                                  |  |  |  |  |  |  |  |  |  |  |  |  |  |  |  |
| | 羅飛的巴爾拜利·芭芭拉                            |  |  |  |  |  |  |  |  |  |  |  |  |  |  |  |
| |                                                  |  |  |  |  |  |  |  |  |  |  |  |  |  |  |  |
| |                                                  |  |  |  |  |  |  |  |  |  |  |  |  |  |  |  |
| | 科洛納丹義的納達尼·伊莉莎白                      |  |  |  |  |  |  |  |  |  |  |  |  |  |  |  |
| |                                                  |  |  |  |  |  |  |  |  |  |  |  |  |  |  |  |
| |                                                  |  |  |  |  |  |  |  |  |  |  |  |  |  |  |  |
| | 瑙吉巴尼奧的霍爾蒂·米克洛什                      |  |  |  |  |  |  |  |  |  |  |  |  |  |  |  |
| |                                                  |  |  |  |  |  |  |  |  |  |  |  |  |  |  |  |
| |                                                  |  |  |  |  |  |  |  |  |  |  |  |  |  |  |  |
| | 代沃瓦尼奧的哈拉西·馬東                          |  |  |  |  |  |  |  |  |  |  |  |  |  |  |  |
| |                                                  |  |  |  |  |  |  |  |  |  |  |  |  |  |  |  |
| |                                                  |  |  |  |  |  |  |  |  |  |  |  |  |  |  |  |
| | 代沃瓦尼奧的哈拉西·卡羅伊·約瑟夫                 |  |  |  |  |  |  |  |  |  |  |  |  |  |  |  |
| |                                                  |  |  |  |  |  |  |  |  |  |  |  |  |  |  |  |
| |                                                  |  |  |  |  |  |  |  |  |  |  |  |  |  |  |  |
| | 赫維什州的拉科維斯基·瑪麗亞                      |  |  |  |  |  |  |  |  |  |  |  |  |  |  |  |
| |                                                  |  |  |  |  |  |  |  |  |  |  |  |  |  |  |  |
| |                                                  |  |  |  |  |  |  |  |  |  |  |  |  |  |  |  |
| | 代沃瓦尼奧的哈拉西·約瑟夫·馬東·帕爾·卡羅伊·文斯  |  |  |  |  |  |  |  |  |  |  |  |  |  |  |  |
| |                                                  |  |  |  |  |  |  |  |  |  |  |  |  |  |  |  |
| |                                                  |  |  |  |  |  |  |  |  |  |  |  |  |  |  |  |
| | 楚齊和普斯塔森特米哈伊的楚齊·約瑟夫              |  |  |  |  |  |  |  |  |  |  |  |  |  |  |  |
| |                                                  |  |  |  |  |  |  |  |  |  |  |  |  |  |  |  |
| |                                                  |  |  |  |  |  |  |  |  |  |  |  |  |  |  |  |
| | 楚齊和普斯塔森特米哈伊的楚齊·安東尼婭·芭芭拉     |  |  |  |  |  |  |  |  |  |  |  |  |  |  |  |
| |                                                  |  |  |  |  |  |  |  |  |  |  |  |  |  |  |  |
| |                                                  |  |  |  |  |  |  |  |  |  |  |  |  |  |  |  |
| | 巴柯奇的羅斯蒂·特雷西亞，羅斯蒂·伊斯特萬的孫女   |  |  |  |  |  |  |  |  |  |  |  |  |  |  |  |
| |                                                  |  |  |  |  |  |  |  |  |  |  |  |  |  |  |  |
| |                                                  |  |  |  |  |  |  |  |  |  |  |  |  |  |  |  |
| | 代沃瓦尼奧的哈拉西·寶拉·亞歷珊德拉·卡特琳·約瑟菲 |  |  |  |  |  |  |  |  |  |  |  |  |  |  |  |
| |                                                  |  |  |  |  |  |  |  |  |  |  |  |  |  |  |  |
| |                                                  |  |  |  |  |  |  |  |  |  |  |  |  |  |  |  |
| | 約翰·捷爾伯（加貝?）                             |  |  |  |  |  |  |  |  |  |  |  |  |  |  |  |
| |                                                  |  |  |  |  |  |  |  |  |  |  |  |  |  |  |  |
| |                                                  |  |  |  |  |  |  |  |  |  |  |  |  |  |  |  |
| | 加貝·伊莉莎白                                    |  |  |  |  |  |  |  |  |  |  |  |  |  |  |  |
| |                                                  |  |  |  |  |  |  |  |  |  |  |  |  |  |  |  |
| |                                                  |  |  |  |  |  |  |  |  |  |  |  |  |  |  |  |
| | 德雷莎·施耐德                                    |  |  |  |  |  |  |  |  |  |  |  |  |  |  |  |
| |                                                  |  |  |  |  |  |  |  |  |  |  |  |  |  |  |  |
| |                                                  |  |  |  |  |  |  |  |  |  |  |  |  |  |  |  |

### 後代

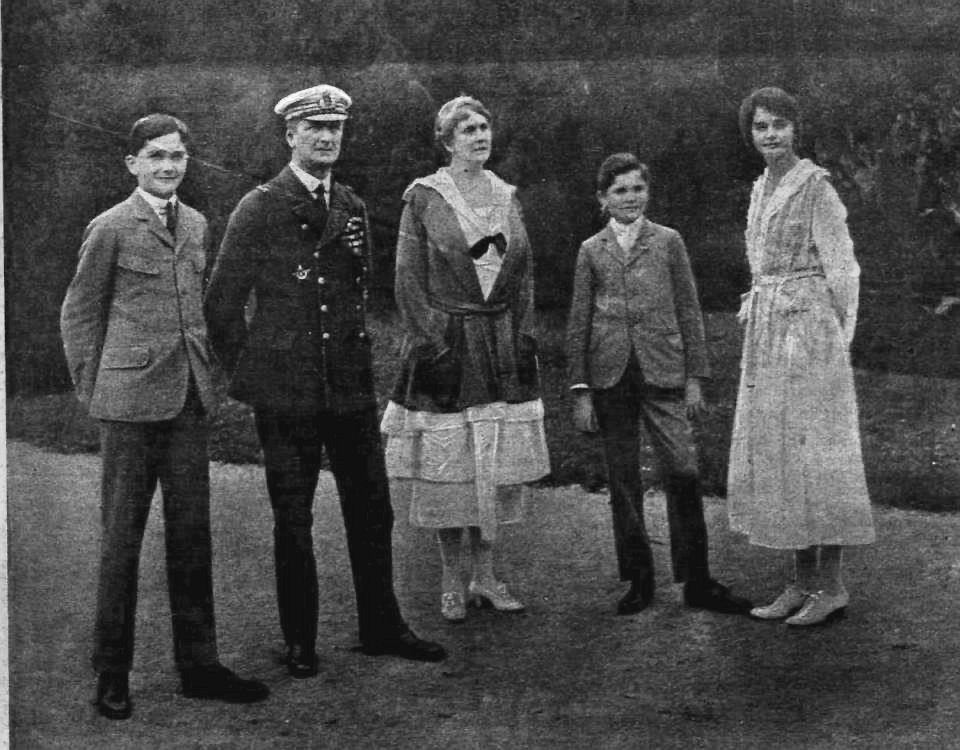
1920年的霍爾蒂一家

以下是霍爾蒂·米克洛什與普格利·瑪格多娜已知的子女、孫子女與曾孫子女
- 瑪格多娜（1902年6月5日－1918年10月3日）
- 寶拉（1903年8月11日－1940年6月26日），政治家
- 伊斯特萬（1904年12月9日－1942年8月20日），副攝政王
  - 小伊斯特萬（生於1941年7月17日），牛津大學物理學家
    - 里昂德·伊斯特萬（生於1961年9月1日）
    - 伊洛娜·琳達（生於1963年8月4日）
    - 亨利（生於1965年6月29日）
    - 瑪麗安（生於1967年6月14日）
    - 司徒亞特（生於1971年6月28日）
- 小米克洛什（1907年2月14日－1993年3月28日），駐巴西大使
  - 佐菲亞（1928年5月23日－2004年2月25日）
    - 德里克（1950年11月30日－2011年1月4日）
    - 克勞德

  - 妮可萊特（1929年8月4日－1990年10月10日）

## 評價

### 冷戰
冷戰時期的意識形態之爭也決定了各國官方對他的評價，隔海對立的海峽兩岸也受其影響，中華人民共和國方面將他定調為反動獨裁者，中華民國的世界列國誌僅提及霍爾蒂起而反抗共產黨，並恢復憲政的功績。

### 當代
霍爾蒂的支持者也跨越了意識形態的鴻溝，支持者從他對失土地收復和涉及土地、醫療乃至工人福利的社會改革歌頌他，但極左義和極右翼普遍對他持負面態度，由於霍爾蒂任內在以雙管齊下的處理一些政策（尤其是民主和猶太人），他在現今學術界和民間的評價是相當兩極的，反對者指控他是「法西斯和反猶太份子」，支持者則以「霍爾蒂是匈牙利的民主和猶太人得以倖存的原因」原因維護他的名譽，不可否認的是，霍爾蒂體制下最大的挑戰者就是以法西斯主義者自居的箭十字黨，而霍爾蒂在戰後最大的資助者就是感念其統治的猶太人。
「作為匈牙利攝政王，霍爾蒂要對驅逐人們負有責任。數千名匈牙利猶太人被送往奧斯威辛集中營。在那之後任何人試圖讓他翻案都是非常錯誤的。」
——埃利·维瑟尔評霍爾蒂
「事實上，他的同時代人並沒有譴責霍爾蒂對大屠殺的作用，他在這方面無須負責。」
——埃利澤·拉賓諾維奇博士，莫斯科前首席拉比的孫子評霍爾蒂
總理安塔爾·約瑟夫在電視講話中稱霍爾蒂是環境的受害者：
一位忠誠的愛國者，從不將自己的意志強加於政府，從不訴諸獨裁手段，這使他有別於佛朗哥和安東內斯庫
另外一些關於霍爾蒂的正面評價在於他讓匈牙利在兩次慘敗後重建了一個相對穩定、富裕和民主的政權，第一次世界大戰後，霍爾蒂政權的日子起初相當艱難，儘管有世仇作為鄰國，但它還是成功地打破了威脅國家的外交政策。匈牙利國債已清償一半，農民債務全部被免除。他們建立了適用於所有人的社會關懷體系。
據 Dezső Isépy 的說法：
文學生活中不存在審查制度。宗教活動不受限制。公共安全堪稱典範。賄賂和腐敗是從未聽聞的。
而科瓦奇·伊姆賴在文章註釋中如此描述霍爾蒂時代：
如果有人有工作（比如我的祖父——工廠領班），他可以用一份薪水蓋一棟兩居室的家庭住宅， 並還有閒錢做存錢和貸款、償還貸款並請老師教育他的孩子，而他的孩子妻子沒有工作，只有她操持家務、撫養孩子。

由於現任總理奧班·維克多對他的紀念和重視，現在對霍爾蒂的評價與這位懷揣右翼立場的政治家產生了一定聯繫。

## 頭銜
- 1920年3月1日 – 1944年10月15日：匈牙利王國攝政王殿下（His Serene Highness  the Prince Regent of Hungary）[141]

### 榮譽

#### 國內榮譽
- Military Order of Maria Theresa Grand Cross[142]
- Military Order of Maria Theresa Knight's Cross
- Royal Hungarian Order of Saint Stephen Grand Cross
- Cross of Merit of the Kingdom of Hungary Grand Cross
- Order of Merit of the Kingdom of Hungary Grand Cross
- Order of Merit of the Kingdom of Hungary imposed with the Holy Crown of Hungary Grand Cross
- Hungarian Red Cross Decoration Star
- Military Merit Cross 2nd Class with war decoration
- Order of Leopold Knight's Cross with war decoration
- Order of the Iron Crown 3rd Class with war decoration
- Military Merit Cross 1st Class with war decoration and swords
- Bronze Military Merit Medal "Signum Laudis" with war ribbon and swords
- Bronze Military Merit Medal "Signum Laudis" on red civil ribbon
- Order of the Iron Crown 3rd Class with war decoration and swords
- Hungarian Bronze Military Merit Medal "Signum Laudis"
- Hungarian Bronze Military Merit Medal "Signum Laudis" on war ribbon
- Franz Joseph Commemorative Badge 1st Class
- Karl Troop Cross
- Wound Medal
- Hungarian War Memorial Medal with Swords
- Military Service Cross 1st Class for 50 years of continuous service
- Military Service Cross 2nd Class for 30 years of continuous service
- Military Service Cross 3rd Class for 25 years of continuous service
- 1898 Jubilee Medal （Signum Memoriae）
- 1908 Jubilee Cross
- Mobilization Cross 1912/13
- Order of Vitéz

#### 國際榮譽

Coat of arms of Miklós Horthy as Knight of the Order of Charles III （Spain）

- 阿尔巴尼亚: Order of Besa, Grand Cross
- 奥地利
  - War Commemorative Medal
  - Order of Merit, Grand Cross
- 比利时: Order of Leopold, Grand Cordon
- 保加利亚:
  - Memorial medal "For Participation In The European War 1915–1918"
  - Order of Saints Cyril and Methodius, Grand Cross
- 智利: Order of Merit, Grand Cross
- : Grand Order of King Dmitar Zvonimir
- 丹麦: Order of the Elephant
- 埃及王國: Order of Muhammad Ali, Grand Cross
- 爱沙尼亚
  - Order of the Cross of the Eagle, 1st Class
  - Cross of Liberty
  - Order of the Estonian Red Cross, 1st Class
  - Collar of the Order of the White Star
- 芬兰
  - Order of the White Rose of Finland, Grand Cross
  - Memorial Medal of the Winter War （1939-1940）
- 德意志帝國:
  - 铁十字勋章
    - 一级
    - 二级

  -  巴伐利亚王国:
    - Order of Saint Michael, 2nd Class

  -  普魯士王國:
    - Order of Saint John （Bailiwick of Brandenburg）
    - 红鹰勋章, 2nd Class with Swords
    - Order of the Crown, 3rd Class
- 納粹德國
  - 骑士铁十字勋章
  - Iron Cross
    - Clasp to the Iron Cross 1st Class
    - Clasp to the Iron Cross 2nd Class

  - The Honour Cross of the World War 1914/1918
  - Order of the German Eagle, Grand Cross
- 希腊: Order of the Redeemer, Grand Cross
- 義大利王國:
  - Order of the Crown of Italy, Grand Officer
  - Supreme Order of the Most Holy Annunciation
- 大日本帝国: Order of the Chrysanthemum, Grand Cross
- 拉脫維亞: Order of the Three Stars Commander, Grand Cross with Chain
- 馬爾他騎士團: Sovereign Military Order of Malta, 1st Class
- 蒙特內哥羅:
  - Jubilee Medal 1908 （Montenegro）
  - Order of Prince Danilo I, 2nd Class
- 荷蘭: Order of the Netherlands Lion, Grand Cross
- 挪威: Order of St. Olav, Grand Cross
- 奥斯曼帝国:
  - Imtiyaz Medal
  - Order of Osmanieh, 2nd Class
  - Iron Crescent
- 波蘭:
  - Order of the White Eagle, Grand Cross
- 西班牙: Order of Charles III, Collar and Grand Cross of Collar
- * 瑞典 皇家六翼天使勳章 （Royal Order of the Seraphim）
- 泰國: Order of the White Elephant, Grand Cross
- 梵蒂冈:
  - Order of the Golden Spur, Cross
  - Order of the Holy Sepulchre, Grand Cross
- 南斯拉夫王國: Order of Karađorđe's Star, Grand Cross

#### 郵票
- Horthy was honoured by issuance of many postage stamps by Hungary. Some of them issued: on 1 March 1930,[143] on 1 January 1938,[144] on 1 March 1940,[145] on 18 June 1941[146] and on 18 June 1941.[147]

## 後世紀念
他的第一座也是長期以來唯一的一座雕像是一尊等身的青銅半身像，於 1993 年在霍爾蒂位於肯代賴什的前城堡庭院落成，他出生並埋葬在那裡。

## 文化描寫
- 《瓦倫堡：英雄的故事（英语：Wallenberg: A Hero's Story）》：1985年美國電影，由蓋·德吉（匈牙利语：Guy Deghy）飾演
- 《黎明时分鱼雷袭来・奥匈帝国皇帝最后的战列舰（Torpedos im Morgengrauen - Das letzte Schlachtschiff des Kaiser）》：2008年德國紀錄片，由Stephan Wapenhals飾演[149]
- 《布達佩斯的天使（英语：El ángel de Budapest）》：2011年西班牙電影，由拉斯洛·阿加迪飾演
- 《與敵人同行（英语：Walking with the Enemy）》：2014年美國電影，由班·金斯利飾演

### 引用
1. ↑  Bencsik, Gábor. . Budapest: Rubicon Történelmi Magazin, 2007/10. szám. : 54–56.
2. ↑  Genealogy Euweb. .   [28 January 2009]. （原始内容存档于2022-12-15）.
3. ↑  [http://（页面存档备份，存于）]
4. ↑  [http://（页面存档备份，存于）]
5. ↑  Bencsik, Gábor. Homo Monarchicus – Az első 25 év. Budapest: Rubicon Történelmi Magazin, 2007/10. szám, 54–56. o.
6. ↑  . . 9 February 1957  [21 August 2014]. （原始内容存档于2009-11-29）.
7. ↑  Bencsik, Gábor. Homo Monarchicus – Az első 25 év. Budapest: Rubicon Történelmi Magazin, 2007/10. szám. pp. 54–56.
8. ↑  Bencsik，Gábor。Homo Monarchicus – 最初的 25 年。布達佩斯：Rubicon 歷史雜誌，2007/10。第 54-56 號。
9. ↑  .   [2023-08-16]. （原始内容存档于2023-08-16）.
10. ↑  https://web.archive.org/web/20060306134317/http://www.hungarian-history.hu/lib/horthy/horthy.pdf/
11. ↑  .   [2023-04-02]. （原始内容存档于2023-04-07）.
12. ↑  Olasz, Lajos. A kormányzói család. Budapest: Rubicon Történelmi Magazin, 2007/10. szám, 22–35. o.
13. 1 2  .   [2023-04-02]. （原始内容存档于2023-06-05）.
14. ↑  Spencer Tucker; Laura Matysek Wood (1996). The European powers in the First World War: an encyclopedia. Taylor & Francis US. p. 348. ISBN 978-0-8153-0399-2.
15. ↑  Csonkaréti Károly, Egy lovagias tengerész = Rubicon, 2001, 1–2, 14–18.
16. ↑  Csonkaréti Károly, Horthy, a tengerész, Budapest, Zrínyi, 1993
17. ↑  {{Spencer Tucker; Laura Matysek Wood (1996). The European powers in the First World War: an encyclopedia. Taylor & Francis US. p. 348. ISBN 978-0-8153-0399-2.}}
18. ↑  [http:// （页面存档备份，存于）
19. ↑  Lázár, István, Hungary: A Brief History, Budapest: Corvina, 1993 (English edition) Translated by Albert Tezla; Chapter 13
20. ↑  .   [2023-04-13]. （原始内容存档于2021-02-04）.
21. ↑  .   [2023-04-20]. （原始内容存档于2023-06-21）.
22. ↑  霍爾蒂，尼古拉斯海軍上將 (2000)。尼古拉斯霍爾蒂海軍上將回憶錄。Nicholas Horthy、Miklós Horthy、Andrew L. Simon、Nicholas Roosevelt（插圖版）。西蒙出版有限責任公司。p. 348.書號 0-9665734-3-9
23. ↑  Szabó István, Az államfői hatalom ideiglenes rendezése (1920–1944) = Rubicon, 2001, 1–2, 52–58. o.
24. ↑  Sinor, Denis. 1959. History of Hungary, London: George Allen and Unwin Ltd. Pp. 289
25. ↑  Thomas L. Sakmyster，Hungary's Admiral on Horseback: Miklós Horthy, 1918–1944，East European Monographs，1994，page156-244
26. ↑  Eve Blau – Monika Platzer: Shaping the great city: modern architecture in Central Europe, 1890–1937. Prestel, 1999. p. 34.
27. ↑  E. G. Walters: The Other Europe: Eastern Europe To 1945. Syracuse University Press, 1988. p. 154.
28. ↑  Ablonczy, Balazs (2006). Pal Teleki (1879-1941): The Life of a Controversial Hungarian Politician (en inglés). East European Monographs. pp. 338. ISBN 9780880335959. p.90
29. ↑  István Deák, “Hungary” in Hans Roger and Egon Weber,eds., The European right: A historical profile (1963) p 364-407 quoting p. 364.
30. 1 2  .   [2023-04-12]. （原始内容存档于2023-04-07）.
31. ↑   Pritz Pál, Horthy Miklós és Edmund Veesenmayer (A magyar–német viszony 1944 márciusa után) = Rubicon, 2001, 1–2
32. ↑  [http://（页面存档备份，存于）]
33. ↑  Ormos Mária, Kormányzó vagy király? (Horthy Miklós és IV. Károly 1921-ben) = Rubicon, 2001, 1–2, 23–31. o.
34. ↑  .   [2023-08-25]. （原始内容存档于2023-08-25）.
35. ↑  https://web.archive.org/web/20070917100025/http://www.vokscentrum.hu/tanulm4.htm
36. ↑  Romsics Ignác: Bethlen István – politikai életrajz 2., átdolg. kiad. utánny. (Osiris Kiadó, Bp., 2005) 520 p. 4 t. : ill. (Ser. Millenniumi magyar történelem : életrajzok , 1585-4272) ISBN 963-389-715-7
37. ↑  .   [2023-04-22]. （原始内容存档于2022-09-26）.
38. ↑  Gergely Jenő, A vezér és a fővezér (Horthy és Gömbös) = Rubicon, 2001, 1–2, 29–32. o.
39. ↑  .   [2023-04-22]. （原始内容存档于2023-04-27）.
40. ↑  Akadémiai Kislexikon，布達佩斯，第一卷 (AK)，Akadémiai Kiadó，第 457 頁 （1989）。國際標準書號 963 05 5280 9
41. ↑  Szálasi Ferenc és a hungarizmus, Jaffa Kiadó, Budapest, 2013, ISBN 9786155235559; 31-54. o.
42. ↑  .   [2023-04-22]. （原始内容存档于2023-04-27）.
43. ↑  .   [2023-04-22]. （原始内容存档于2022-08-15）.
44. ↑  Szabó Dezső: A titkos szervezetekről. Élet és Irodalom. 1923/3.
45. ↑  Komlós János: Elárult ország, 224-241. p. Gondolat, 1961
46. ↑  Sipos Péter: Legális és illegális munkásmozgalom, 1919–1944. Gondolat Kiadó, Bp., 1988
47. ↑  Varga Lajos: Háború, forradalom, szociáldemokrácia Magyarországon. 1914. július–1919. március; Napvilág, Bp., 2010
48. ↑  Nemes Dezső: A biatorbágyi merénylet és ami mögötte van...; Kossuth, Bp., 1981
49. ↑  Vargyai Gyula: A biatorbágyi merénylet. Merénylet a merénylet ellen; Hadtörténelmi Levéltár–Paktum, Bp., 2002 (Hadtörténelmi levéltári kiadványok)
50. ↑  Gunther, John (1940). Inside Europe. Harper & Brothers. pp. 422–423.
51. ↑  Kerepeszki Róbert: A „tépelődő gentleman”. Darányi Kálmán 1886–1939; Kronosz, Bp., 2014 (Sziluett) ISBN 978-615-533-976-9，73-74。頁
52. ↑  Kerepeszki Róbert: A „tépelődő gentleman”. Darányi Kálmán 1886–1939; Kronosz, Bp., 2014 (Sziluett) ISBN 978-615-533-976-9，80-81。頁
53. ↑  Kerepeszki Róbert: A „tépelődő gentleman”. Darányi Kálmán 1886–1939; Kronosz, Bp., 2014 (Sziluett) ISBN 978-615-533-976-9，第 85 頁。
54. ↑  .   [2023-05-27]. （原始内容存档于2022-11-29）.
55. ↑  http://senato.archivioluce.it/senato-luce/scheda/foto/IL3000024390/12/Mussolini-accoglie-Horthy-a-bordo-dellincrociatore-Zara-nelle-acque-di-Napoli-in-occasione-della-rivista-navale.html?start=12
56. ↑  Kerepeszki Róbert: A „tépelődő gentleman”. Darányi Kálmán 1886–1939; Kronosz, Bp., 2014 (Sziluett) ISBN 978-615-533-976-9，第 83 頁。
57. ↑  Kerepeszki Róbert: A „tépelődő gentleman”. Darányi Kálmán 1886–1939; Kronosz, Bp., 2014 (Sziluett) ISBN 978-615-533-976-9，第 88 頁。
58. ↑  Kerepeszki Róbert: A „tépelődő gentleman”. Darányi Kálmán 1886–1939; Kronosz, Bp., 2014 (Sziluett) ISBN 978-615-533-976-9，第 95 頁。
59. ↑  引自 Kerepeszki Róbert: A „tépelődő gentleman”. Darányi Kálmán 1886–1939; Kronosz, Bp., 2014 (Sziluett) ISBN 978-615-533-976-9，第 108 頁。
60. ↑  Montgomery, John F. Hungary: The Unwilling Satellite, Part One: What Price Independence?
61. ↑  Randolph L. Braham. A népirtás politikája: a holocaust Magyarországon, ford. Zala Tamás és mások, 2. kiadás, Budapest: Belvárosi Kvk., (online:) 144–153. o. (1997). Hozzáférés ideje: 2014. január 20. A Magyar Elektronikus Könyvtárban olvasható változat forrása: Nagy Péter Tibor-Troján Anna: Randolph Braham Holocaust monográfiájához készült adatbázis. (Szociológiai adatbázisok No. 3., sorozatszerkesztő Nagy Péter Tibor, WJLF-CEU, Budapest, 2013)
62. ↑  .   [2023-05-27]. （原始内容存档于2023-04-07）.
63. 1 2 3  John Flournoy Montgomery: Hungary, The Unwilling Satellite (angol nyelven). Simon Publications, 1947. [2007. október 18-i dátummal az eredetiből archiválva]. (Hozzáférés: 2021. február 25.)
64. ↑  .   [2023-05-27]. （原始内容存档于2023-05-28）.
65. ↑  .   [2023-06-17]. （原始内容存档于2023-06-17）.
66. ↑  .   [2023-06-17]. （原始内容存档于2023-06-17）.
67. ↑  Józef Kasparek, "Poland's 1938 Covert Operations in Ruthenia," pp. 371–73;Józef Kasparek, Przepust karpacki (The Carpathian Bridge); and Edmund Charaszkiewicz, "Referat o działaniach dywersyjnych na Rusi Karpackiej" ("Report on Covert Operations in Carpathian Rus").
68. ↑  Ney-Krwawicz, Marek (2011). "Tułacze dzieci i ich szkoły 1939-1948". Niepodległość i Pamięć (in Polish). Muzeum Niepodległości w Warszawie (18/2 (34)): 88. ISSN 1427-1443.
69. ↑  "Historia". Instytut Polski w Budapeszcie (in Polish). Archived from the original on 19 March 2019. Retrieved 23 December 2021.
70. ↑  Ablonczy 2004/2.
71. ↑  Ablonczy Balázs, Az ország élén (1920–1921) = Rubicon, 2004, 2, 23–26.
72. ↑  Mucsányi János:Hatvan éve történt (Dombrády Lóránd, Pritz Pál és Szakály Sándor) Archiválva 2007. október 28-i dátummal a Wayback Machine-ben)
73. ↑  Patai, Raphael. The Jews of Hungary, Wayne State University Press, p. 546
74. ↑  A m. kir. minisztérium 1939. évi 5.070. M. E. számú rendelete, a közérdekű munkaszolgálat szabályozásáról. Magyarországi Rendeletek Tára – adatbázis 1867–1945 (1939:) pp. 796-803. Magyar Levéltári Portál. (Hozzáférés: 2015. november 26.) (1939-I-796. oldal)
75. ↑  erzić 1982b，, pp. 39–41.3月30日
76. ↑  Macartney 1956, pp. 481–482.
77. 1 2  The Past in Present Times: The Yugoslav Saga，第106頁
78. ↑  The First Domino: International Decision Making During the Hungarian Crisis of 1956，第101-102頁
79. ↑   Axis Rule in Occupied Europe. Clark, New Jersey: The Lawbook Exchange. 國際標準書號 978-1-58477-901-8。
80. ↑  Родионов Б. Последний причал адмирала // Эхо планеты. — М., 1993. — № 36. — С. 24—26.，第1頁
81. ↑  .   [2023-06-23]. （原始内容存档于2023-04-07）.
82. ↑  https://multkor.hu/20060629_meggeppuskaztak_a_beket_kassa_bombazasa_maig_elo_rejtely%5B%5D
83. ↑  Ormos Mária: A nemzetközi erőviszonyok és Magyarország, 1941. [2008. március 2-i dátummal az eredetiből archiválva]. (Hozzáférés: 2008. február 17.)
84. ↑  .   [2023-10-25]. （原始内容存档于2023-11-12）.
85. ↑  John Flournoy Montgomery:: Hungary, The Unwilling Satellite (angol nyelven). Simon Publications, 1947. [2007. október 20-i dátummal az eredetiből archiválva]. (Hozzáférés: 2021. február 25.)
86. ↑  .   [2023-06-26]. （原始内容存档于2022-12-19）.
87. ↑  Dr. Bernáth Zoltán: Horthy Miklós – Egy lovaguralkodó és népe, Pallas Antikvárium Kft., Gyöngyös, 2007, ISBN 978-963-7524-45-5, 68. o.
88. ↑  1942年第十四號 法律條文，第 5 條。
89. ↑  https://mek.oszk.hu/11500/11506/html/oldalankent1/Braham314.pdf，314頁
90. ↑  https://mek.oszk.hu/11500/11506/html/oldalankent1/Braham314.pdf，360頁
91. ↑  „Az egyik szemrehányás arra vonatkozott, hogy Magyarországon állítólag túl enyhén kezelik a zsidókat. Ebben a kérdésben minden elbizakodottság nélkül hivatkozom arra, hogy annak idején én voltam az első, aki szót emeltem a zsidók destruktív magatartása ellen, és azóta megfelelő intézkedéseket tettem befolyásuk visszaszorítására.” (Horthy Miklós azokra a vádakra válaszolva, miszerint Magyarország nem lép fel elég erőteljesen a zsidók ellen) In: Szinai Miklós – Szűcs László: Horthy Miklós titkos iratai. Budapest, Kossuth, 1962. p. 392.
92. ↑  Ilona Edelsheim-Gyulai, Becsület és kötelesség, part I, page 264. Európa press, Budapest, 2001. ISBN 963-07-6544-6.
93. ↑  .   [2023-07-07]. （原始内容存档于2023-07-08）.
94. ↑  1941. évi XV.
95. ↑  https://web.archive.org/web/20160304223851/http://www.1000ev.hu/index.php?a=3&param=8168
96. ↑  https://web.archive.org/web/20071020142836/http://historicaltextarchive.com/books.php?op=viewbook&bookid=7&cid=11
97. ↑  Baranyai Lipót, a Magyar Nemzeti Bank elnöke 1943 nyarán Svájcban Allen Dullesszel és más amerikaiakkal tárgyalt, a magyar zsidókat fenyegető veszélyt ecsetelte, amire az amerikaiak azzal válaszoltak, hogy háború van, „könyékig véres a karjuk", néhány százezer ember ide vagy oda nem számítana. (Szegedy-Maszák Aladár: Az ember ősszel visszanéz… Budapest, Európa, 1997. II. köt. 330. o.)
98. ↑  https://napitortenelmiforras.blog.hu/2015/11/25/a_wehrmacht_mar_1940-ben_megszallta_volna_magyarorszagot
99. ↑  在7月26日的會議上，他表示：我們必須確保匈牙利不會發生任何愚蠢的事情！
100. ↑  Родионов Б. Последний причал адмирала // Эхо планеты. — М., 1993. — № 36. — С. 24—26. 24頁
101. ↑  Punka György szerint nevét a Margit-szigetről kapta, amit a romániai beavatkozás neve nem támaszt alá.
102. ↑  Evans, Richard J. (2008). The Third Reich at War. New York: Penguin. ISBN 978-0-14-311671-4.，616頁
103. ↑  Cesarani, David (2005) [2004]. Eichmann: His Life and Crimes. London: Vintage. ISBN 978-0-09-944844-0.，162頁
104. ↑  https://web.archive.org/web/20090211174035/http://www.magyarszemle.hu/szamok/2004/3/_1944_marcius
105. ↑  Hungary in the mirror of the western world 1938 - 1958, Chapter 5. The Holocaust in Hungary/Randolph Braham:The politics of genocide the holocaust in Hungary.
106. ↑  Bencsik, Gábor. Horthy Miklós, 4. javított, Budapest: Magyar Mercurius, 261. o. (2004). ISBN 963 855285 9
107. ↑  Gilbert, Martin. Auschwitz and the allies. Pimlico, 287-293. o. (2001). ISBN 071 266806 3
108. ↑  Shoah Resource Center: Horthy offer, Yad Vashem Org (2009.11.18-ai állapot szerint) (angol nyelven). (Hozzáférés: 2009. november 18.)
109. ↑  .   [2023-07-10]. （原始内容存档于2023-04-07）.
110. ↑  Polacy to nasi przyjaciele. Węgrzy i powstanie warszawskie 1944, pp. 29, 36
111. ↑  Thomas Sakmyster: Admirális fehér lovon, Helikon Kiadó, Budapest, 2001, (Helikon universitas), ISBN 963-208-700-3
112. ↑  https://web.archive.org/web/20130625061427/http://www.historia.hu/archivum/2005/0503horthy.htm
113. ↑  Romsics Ignác: Magyarország története a XX. században (Osiris, 2003) 266. oldal
114. ↑  Tarján M. Tamás: A kiugrási kísérlet. rubicon.hu. Rubicon. [2015. március 29-i dátummal az eredetiből archiválva].
115. ↑  .   [2023-12-19]. （原始内容存档于2023-12-19）.
116. ↑  Romsics Ignác: Magyarország története a XX. században, 266. oldal
117. ↑  .   [2023-07-12]. （原始内容存档于2023-04-07）.
118. ↑  Bencsik Gábor: Horthy Miklós (A kormányzó és kora), Magyar Mercurius, Budapest, 2003, ISBN 963-85528-5-9, ?. o.[pontosabban?]
119. 1 2  Bencsik Gábor: Horthy Miklós – A kormányzó és kora Magyar Mercurius kiadó, 2002 ISBN 963 85528 5 9 第275頁
120. 1 2  https://web.archive.org/web/20080527222056/http://www.hik.hu/tankonyvtar/site/books/b1001/00-08-06Horthyne.html
121. ↑  Nagy's 1948 memoirs, The Struggle Behind the Iron Curtain, are quoted in Andrew Simon's annotations to Horthy's Memoirs, in this case for Chapter 22
122. 1 2  Horthy, Admiral Nicholas (2000). Admiral Nicholas Horthy Memoirs. Nicholas Horthy, Miklós Horthy, Andrew L. Simon, Nicholas Roosevelt (illustrated ed.). Simon Publications LLC. p. 348. ISBN 0-9665734-3-9.
123. ↑  Tibor Frank (2003). Discussing Hitler: Advisers of U.S. Diplomacy in Central Europe, 1934–41. Central European University Press. p. 4. ISBN 978-963-9241-56-5.
124. ↑  https://web.archive.org/web/20071017102055/http://www.vitezirend.org/news.htm
125. ↑  Bencsik Gábor: Horthy Miklós – A kormányzó és kora Magyar Mercurius kiadó, 2002 ISBN 963 85528 5 9 280-282. oldal
126. ↑  https://web.archive.org/web/20080321022029/http://www.horthy.hu/magunkrol.html#
127. ↑  .   [2023-08-08]. （原始内容存档于2023-08-10）.
128. ↑  https://www.zhihu.com/question/265640966/answer/299240789
129. ↑  .   [2012-06-22]. （原始内容存档于2012-06-22）.
130. ↑  Eliezer Rabinovich: Hogyan mentette meg a gyakran „antiszemitaként” jellemzett Horthy Miklós a budapesti zsidóságot?. Aspektus, 2015. január 27. (Hozzáférés: 2015. június 25.)
131. ↑  https://web.archive.org/web/20150626115753/http://gondola.hu/cikkek/94692-Orosz_estek__A_magyar_elit_es_a_zsidosag_1939-1945.html
132. ↑  “Родионов Б. Последний причал адмирала // Эхо планеты. — М., 1993. — № 36. — С. 24—26.”
133. ↑  https://mek.oszk.hu/02100/02185/html/27.
134. ↑  html。https://web.archive.org/web/20170211155608/
135. ↑  .   [2023-08-10]. （原始内容存档于2017-02-11）.
136. ↑   (PDF).   [2023-08-10]. （原始内容存档 (PDF)于2023-08-10）.
137. ↑  Kovács Imre https://web.archive.org/web/20170211155608/http://jobbik.net/index.php?q=node%2F5396
138. ↑  Raul Hilberg, Perpetrators, victims, bystanders: the Jewish catastrophe, 1933–1945 （页面存档备份，存于）, Aaron Asher Books, 1992, p. 85
139. ↑  . www.vitezirend.co.hu.   [2023-09-04]. （原始内容存档于2010-08-19）.
140. ↑  . Colnect.
141. ↑  . Colnect.
142. ↑  . Colnect.
143. ↑  . Colnect.
144. ↑  . Colnect.
145. ↑  .   [2023-10-21]. （原始内容存档于2023-12-05）.
146. ↑  .   [2023-10-21]. （原始内容存档于2022-09-25）.

### 書目
- Bodó, Béla, Paramilitary Violence in Hungary After the First World War. East European Quarterly, No. 2, Vol. 38, 22 June 2004
- Martin Gilbert (1981). Auschwitz and the Allies: A Devastating Account of How the Allies Responded to the News of Hitler's Mass Murder. First published 1981, this edition Holt Paperbacks 1990. ISBN 0-8050-1462-4
- Scherzers Militaer-Verl.Die ungarischen Inhaber des Ritterkreuzes des Eisernen Kreuzes | location = Ranis | isbn = 978-3-938845-02-8 ，2006
- John Flournoy Montgomery, The Unwilling Satellite, New York, The Devin-Adair Company 1947, ISBN 1-931313-57-1
- Owen Rutter,  Regent of Hungary: The Authorized Life of Admiral Nicholas Horthy London, Rich and Cowan, 1938
- Aleksandar Veljic, Miklós Horthy: Unpunished Villain (sr: Milkoš Horti: Nekažnjeni zločinac), 2009.
- Thomas Sakmyster, Hungary's Admiral on Horseback. East European Monographs, Boulder, CO 1994. ISBN 0-88033-293-X